# Бидермайер

Карл Шпицвег. Воскресная прогулка. 1841. Дерево, масло. Музей Каролино Аугустеум, Зальцбург

Бидермайер, бидермейер (нем. Biedermeier) — художественное течение в немецком и австрийском искусстве, главным образом в живописи, графике, оформлении жилого интерьера и декоративно-прикладном искусстве, получившее развитие в 1815—1848 годах, во времена относительного затишья в Европе после окончания наполеоновских войн и до революционных событий в Германии 1848—1849 годов.
Ввиду отсутствия либо слабой проявленности оригинальных стилевых черт и формальных признаков в произведениях бидермайера это явление затруднительно классифицировать в качестве художественного стиля. Немецкие исследователи Г. Бёмер, Р. Леман, Л. Шротт называли бидермайер «сниженным ампиром» либо «псевдоромантизмом», хотя он и сложился в результате романтического движения в искусстве стран Западной Европы .
В начале XX века, в период модерна, ар деко и, тем более, модернизма искусство бидермайера оценивали исключительно негативно. Ныне бидермайер расценивают в качестве характерного течения провинциального искусства стран Западной Европы первой половины XIX века, отражающего процессы зарождения эстетики историзма и эклектики 1830—1880-х годов.

## Происхождение названия
Название возникло от игры немецких слов: «Biedermann» — «бравый человек», «наивный простак», «простодушный», и фамилии «Meier». В 1848 году немецкий поэт Й. фон Шеффель опубликовал два стихотворения: «Вечернее уютное времяпрепровождение бидерманна» и «Сетования праздного Майера», а в 1850 году другой немецкий поэт Людвиг Айхродт из двух слов составил псевдоним, под которым стал печатать сентиментальные и наивные стихотворения. Вскоре под вымышленным именем Готтлиба Бидермайера стали появляться произведения, пародирующие любительские и нелепые стихи некоего С. Заутера, провинциального школьного учителя, а также стилизованные под них пародии самого Айхродта и его друга А. Кузмауля. В 1869 году вышел сборник стихов «Комические песни Бидермайера» (Biedermaiers Liederlust), переизданный в 1911 году под названием «Книга Бидермайера» (Das Buch Biedermaier).
Такие названия носили ироничный характер (само слово «бидерманн» понимали двусмысленно), поскольку герой Айхродта отличался мещанскими вкусами и ограниченными интересами. По его собственным словам он был образцом «скромного бидерманна, который, довольствуясь своей комнатушкой, крошечным садиком и жизнью в забытом богом местечке, умудрялся отыскать и в участи непрeстижной профессии сельского учителя невинные радости земного счастья».
Эта история хорошо отражает идеологию провинциального, отчасти мещанского и сентиментального искусства, распространявшегося в немецко-австрийской провинции того времени. В искусствознании термин «бидермайер» впервые применён в 1894 году в статье Г. Бёттихера «Будущее орнамента на примере развития обойного дела» и позднее в книге П. Шмидта «Живопись Бидермайера» (1922) . К 1900 году слово «бидермайер» стали использовать фигурально: в значении «старые добрые времена». В 1927 году в немецком литературоведении этот термин применили и к немецкой литературе 1815—1840 годов.

## История
Долгое время этот период в истории германо-австрийского искусства именовали «предмартовским», имея ввиду мартовские события 1848 года начала революции в Германии. В 1814—1815 годах проходил Венский конгресс, на котором три императора: Александр I, австрийский император Франц I и представитель Пруссии заключили «Священный союз» России, Австрии и Германии с целью восстановления мира, спокойствия и старого монархического порядка. Примечательно, что в изобразительном искусстве начало этого периода было ознаменовано произведением немецкого живописца Г. Оливье, изобразившего «Аллегорию Реставрации» в образе держащихся за руки трёх императоров (России, Германии, Австрии) в рыцарских доспехах перед алтарём готического храма. Идеи Реставрации в то время ассоциировались с готическим стилем. Отсюда последующие оценки бидермайера как консервативного и даже реакционного искусства.

## Социальные, эстетические и художественные особенности бидермайера
Идеологические предпосылки этого стиля лежат в неустойчивом политическом положении и внутренних социальных противоречиях в Германии и Австрии того времени. Характерно, что в эти же годы в архитектуре столиц — Берлина и Вены — получали распространение крупные художественные стили: прусский эллинизм и венский неоклассицизм, противопоставлявшие себя французскому ампиру, который после поражения наполеоновской Франции приобрёл негативные коннотации. В то же время сохранялись неоготика, неорококо, «стиль Марии Терезии» Вены второй половины XVIII века, или «альтвин» (в переводе — старовенский) .
Типичный выход из этого положения — погружение в эстетику замкнутого мира семьи, круга родственников и друзей, воспитания детей, поиска предмета творчества в обычных и даже банальных жизненных радостях. Искусство бидермайера отражало стремление к самоизоляции провинциального бюргерства, наслаждению спокойной и тихой послевоенной жизнью. Критерий комфортности и прагматизма распространялся даже на живопись. В период бидермайера появляется «нечастое в истории искусства почти полное соответствие стиля искусства и стиля жизни широкого круга людей».
Бидермайер является реакцией на идеологию романтизма и стиль ампир предыдущего периода, поэтому его иногда называют «смесью ампира с романтизмом», но чаще «сниженным романтизмом». В бидермайере отразились жизненные представления бюргерской среды, формы стиля ампир упрощали, лишали триумфального декора, преобразовывали в духе интимности и домашнего уюта. Согласно одной из гипотез причиной этого явления прямо называют ослабление влияния романтического мировоззрения. Для бидермайера характерно тщательное изображение уютных жилых интерьеров, приукрашенной природы и обыденных мелочей. Основные черты эстетики бидермайера — идеализм и сентиментализм.

## Живопись
Живопись бидермайера приобретала камерный характер. В картинах ценились небольшой «кабинетный» размер (чтобы можно было дома повесить на стену). Распространение получили рисунки и акварели (работе акварелью, как и вышиванию, обучали девушек «из хороших семей»). Особо ценили «гладкую живопись», тщательную выписанность деталей и нейтральность техники (чтобы не было видно мазков или штрихов, свидетельствующих о трудностях работы мастера).
Художники стремились приукрасить мир маленького человека. Эта тенденция уходит корнями в особенности национального немецкого быта, в первую очередь бюргерства. Многие живописцы, например Ф. Вальдмюллер, копировали картины «малых голландцев». Наиболее популярными стали жанры «интерьера», «пейзажа из окна», «семейного портрета в интерьере», изображения детей, и всё это в умильном, сентиментальном стиле, часто на грани мещанской пошлости.
Из немецких художников наиболее известны Г. Ф. Керстинг, Людвиг Рихтер, Карл Шпицвег, Антон Цвенгауэр, Юлиус Шоппе, Йоганн Эрдман Хуммель, Лоренцо Квальо, из австрийских: Мориц фон Швинд, Иоганн Фишбах, Франц Ксавер Петтер, Рудольф Гаупман, Эдуард Гурк, Фердинанд Вальдмюллер, а также польский живописец Марцин Яблонский.
В жанре натюрморта наибольшей известности добился К. А. Зенфф. Он даже получил почётное прозвание «Рафаэль цветочного натюрморта». В картинах Ф. О. Рунге (который был и выдающимся теоретиком искусства) многие традиционные аллегорические и символические сюжеты приобретали крайнюю слащавость. Один из наиболее крупных представителей живописи бидермайера Карл Шпицвег был дилетантом и любил изображать чудаков-обывателей, филистеров, как их называли в Германии. Его герои — маленькие люди провинции, поливающие розы на балконе, почтальоны, кухарки, писари, неудачливые поэты. В картинах Шпицвега есть пошловатый юмор (тогда он, вероятно, оценивался положительно). Сам он был человеком прогрессивным, принимал участие в революционном восстании 1848 года. Особенно сентиментальными были, конечно, портреты детей. «Идиллически-кукольные, как с пасхальных открыток, вполне в немецком духе», они предстают в картинах Й. Данхаузера Старшего.

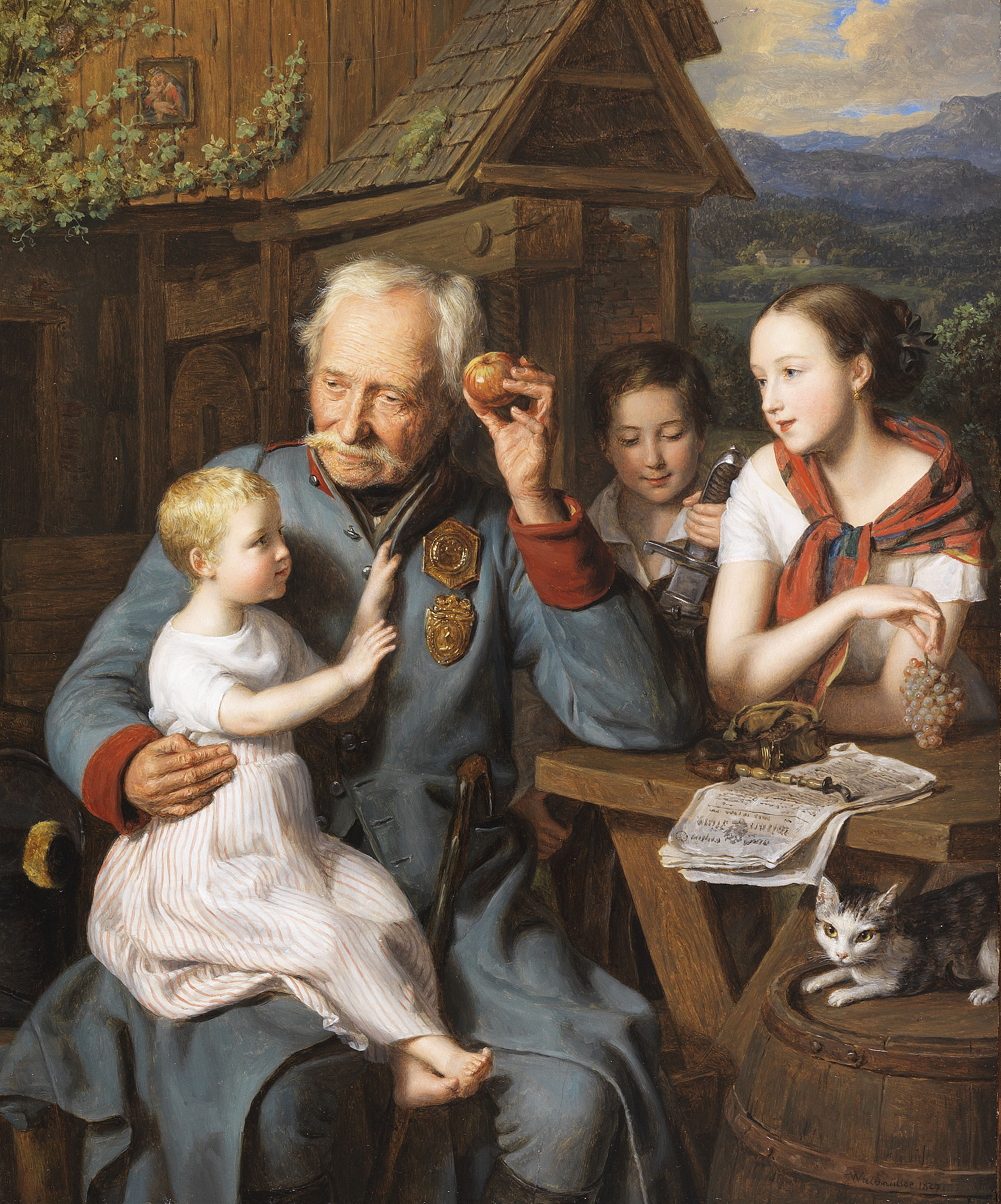
Ф. Г. Вальдмюллер. Старый инвалид с тремя детьми. 1827. Дерево, масло. Частное собрание
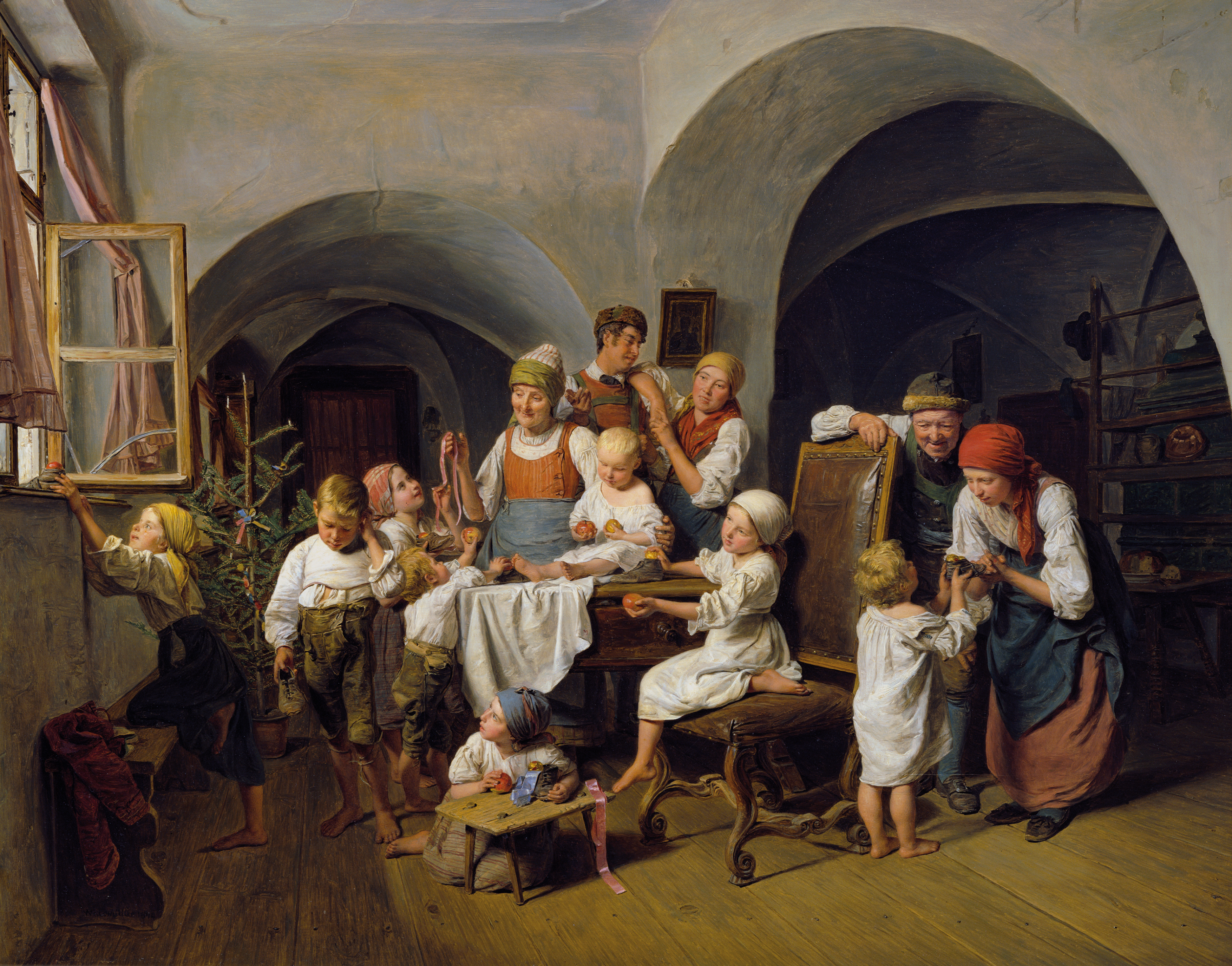
Рождественское утро. 1844. Дерево, масло. Музей истории искусств, Вена
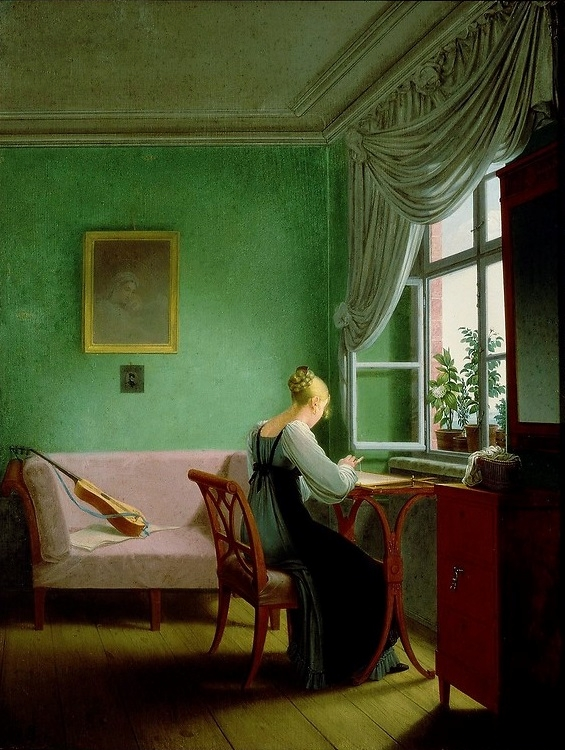
Г. Ф. Керстинг. Вышивальщица. 1817. Дерево, масло. Национальный музей, Варшава
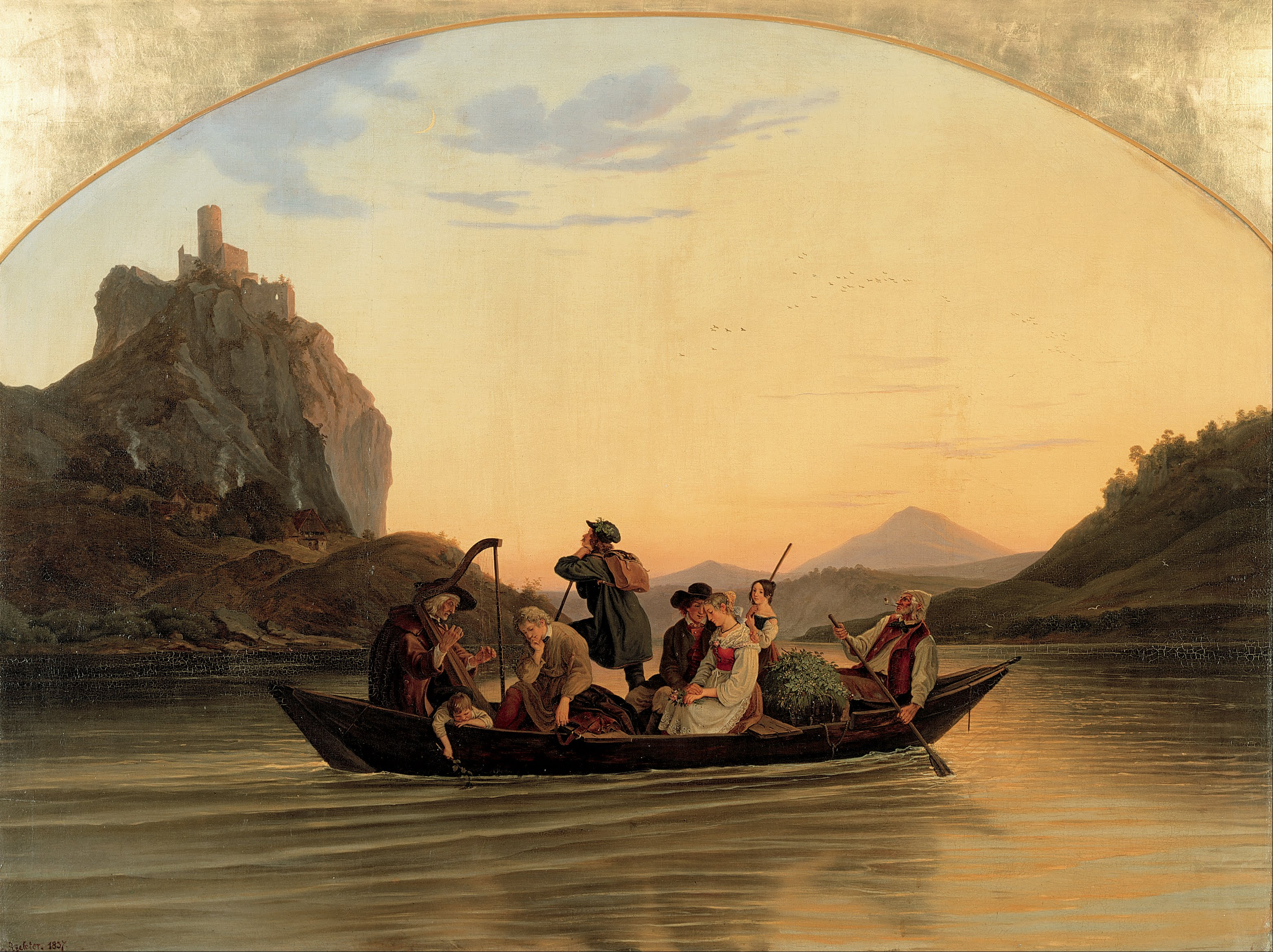
A. Л. Рихтер. Переправа у Шокенштайна. 1837. Холст, масло. Галерея новых мастеров, Дрезден
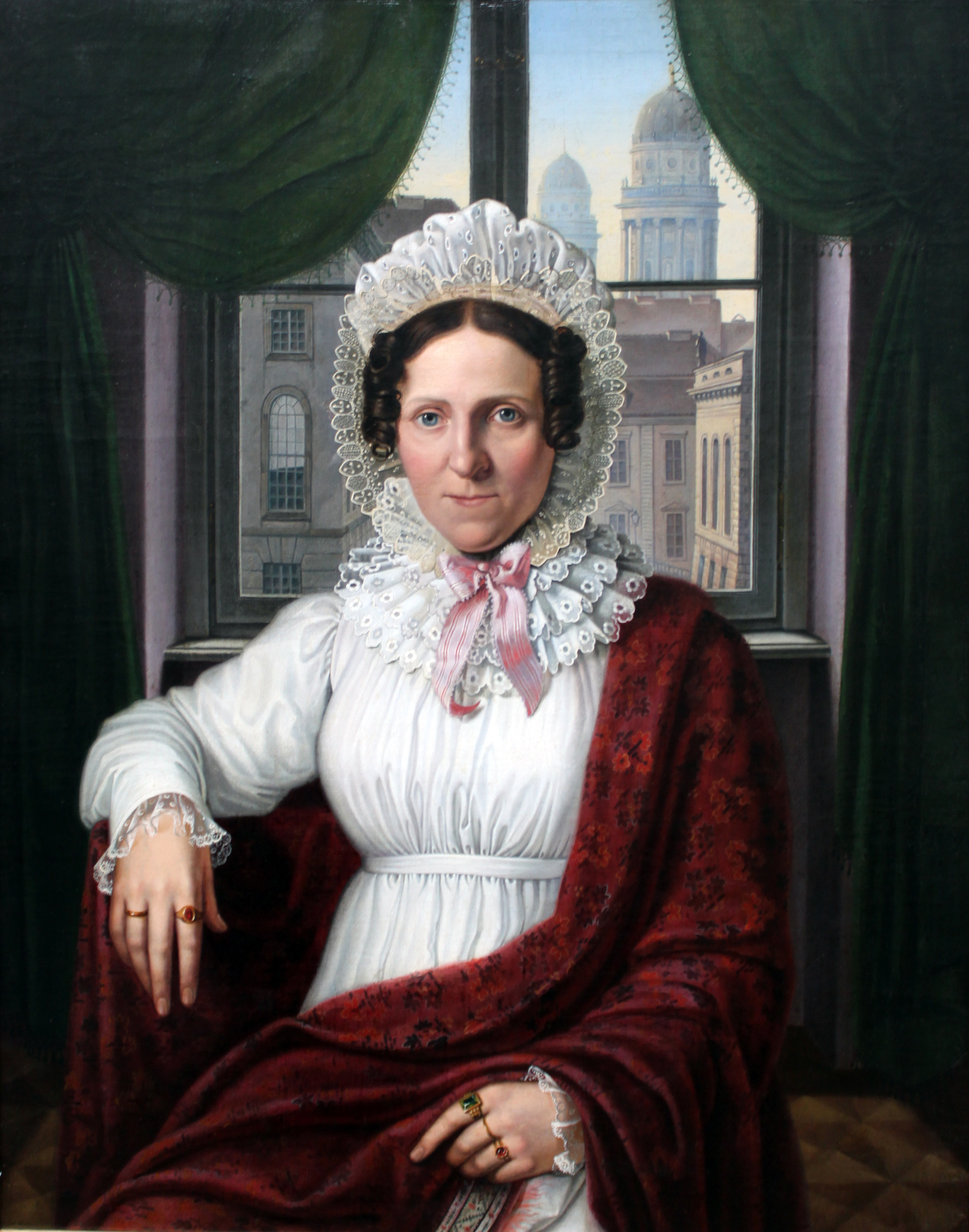
Й. Э. Хуммель. Портрет Луизы Милы. 1815. Холст, масло. Старая национальная галерея, Берлин
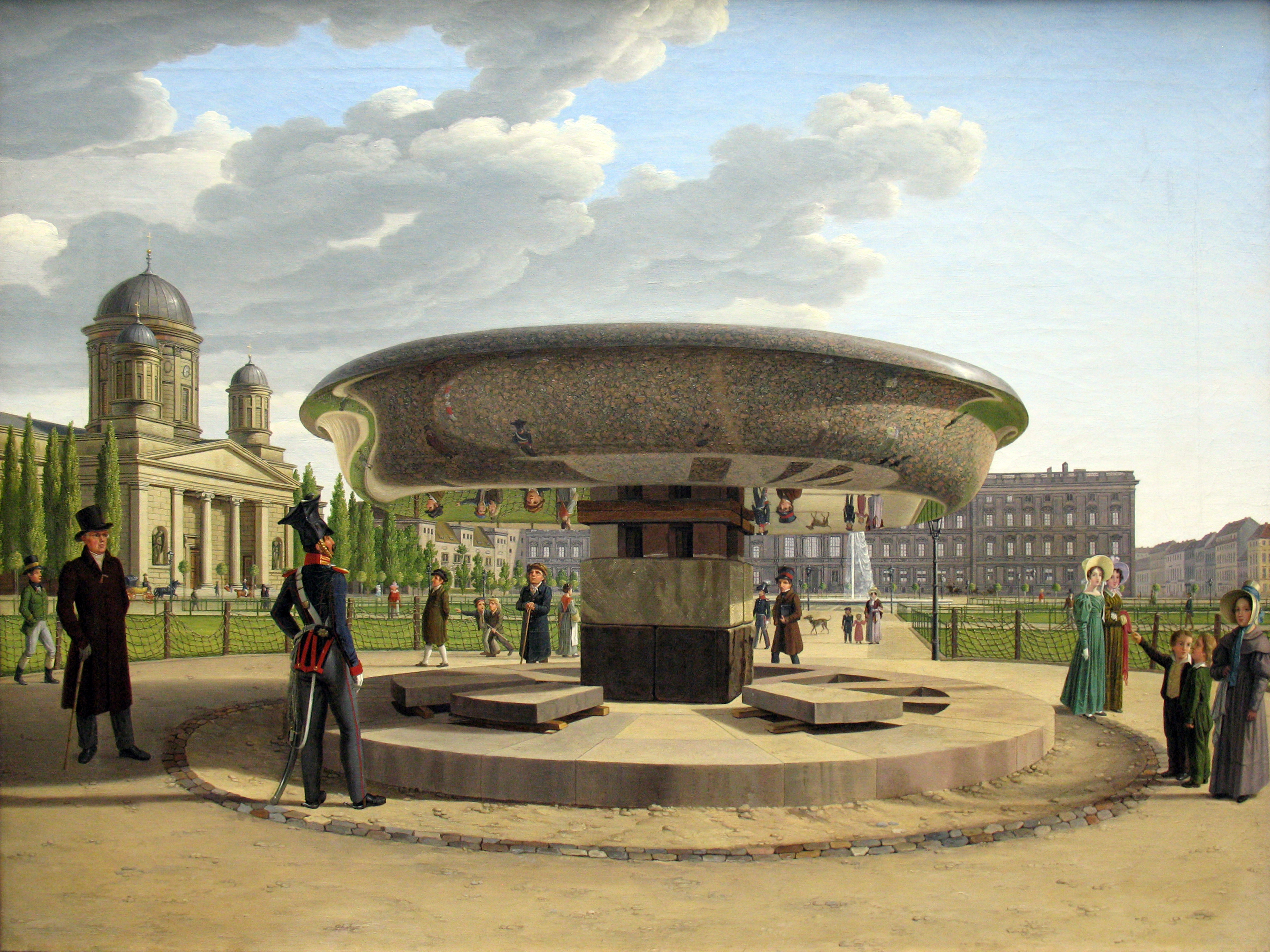
Й. Э. Хуммель. Гранитная чаша в берлинском Люстгартене. 1831. Холст, масло. Старая национальная галерея, Берлин
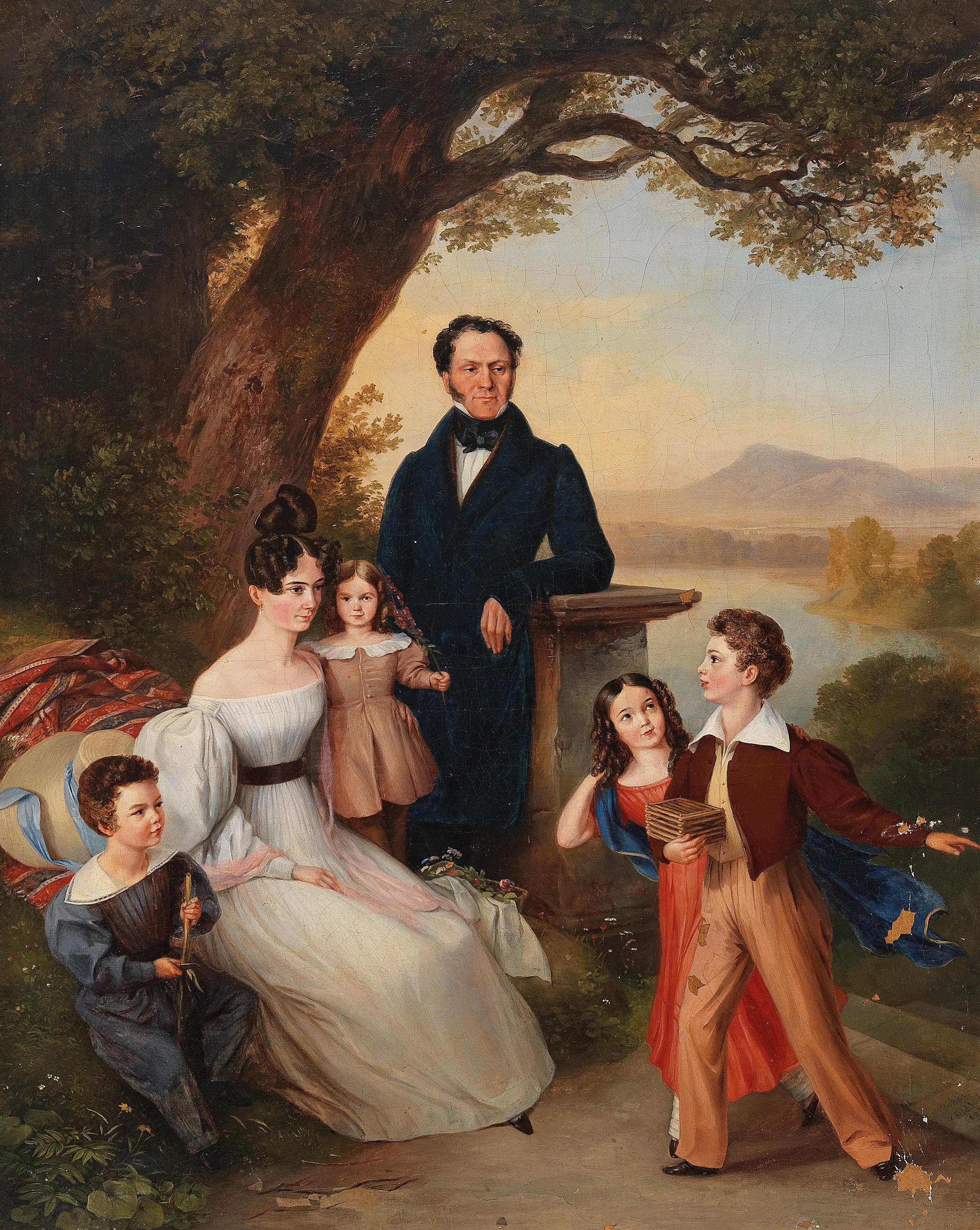
И. Фишбах. Барон Черрини с семьей. 1832. Холст, масло
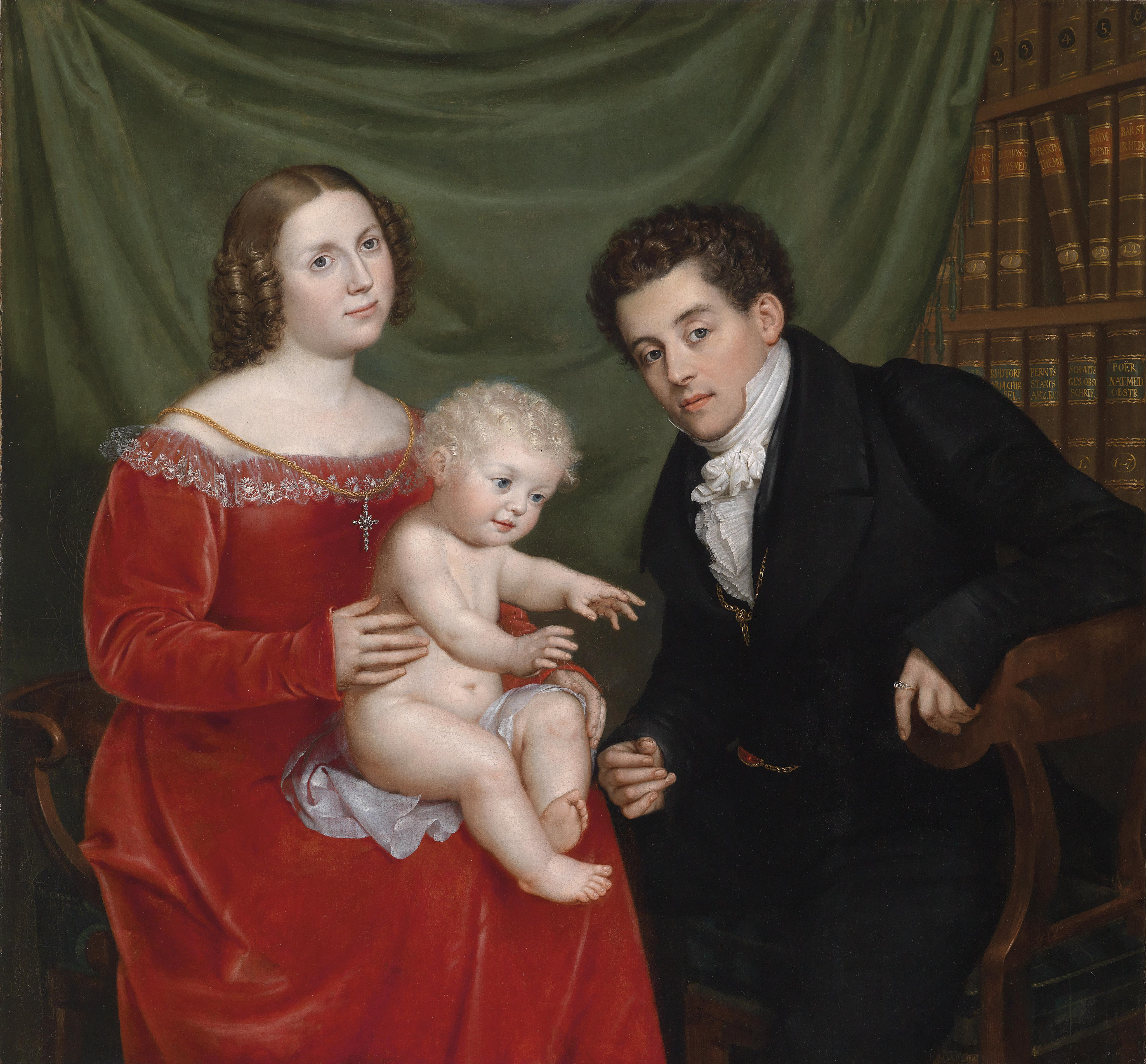
Й. Циглер. Семья Франца Риттера фон Сидоровича. 1824. Холст, масло. Частное собрание
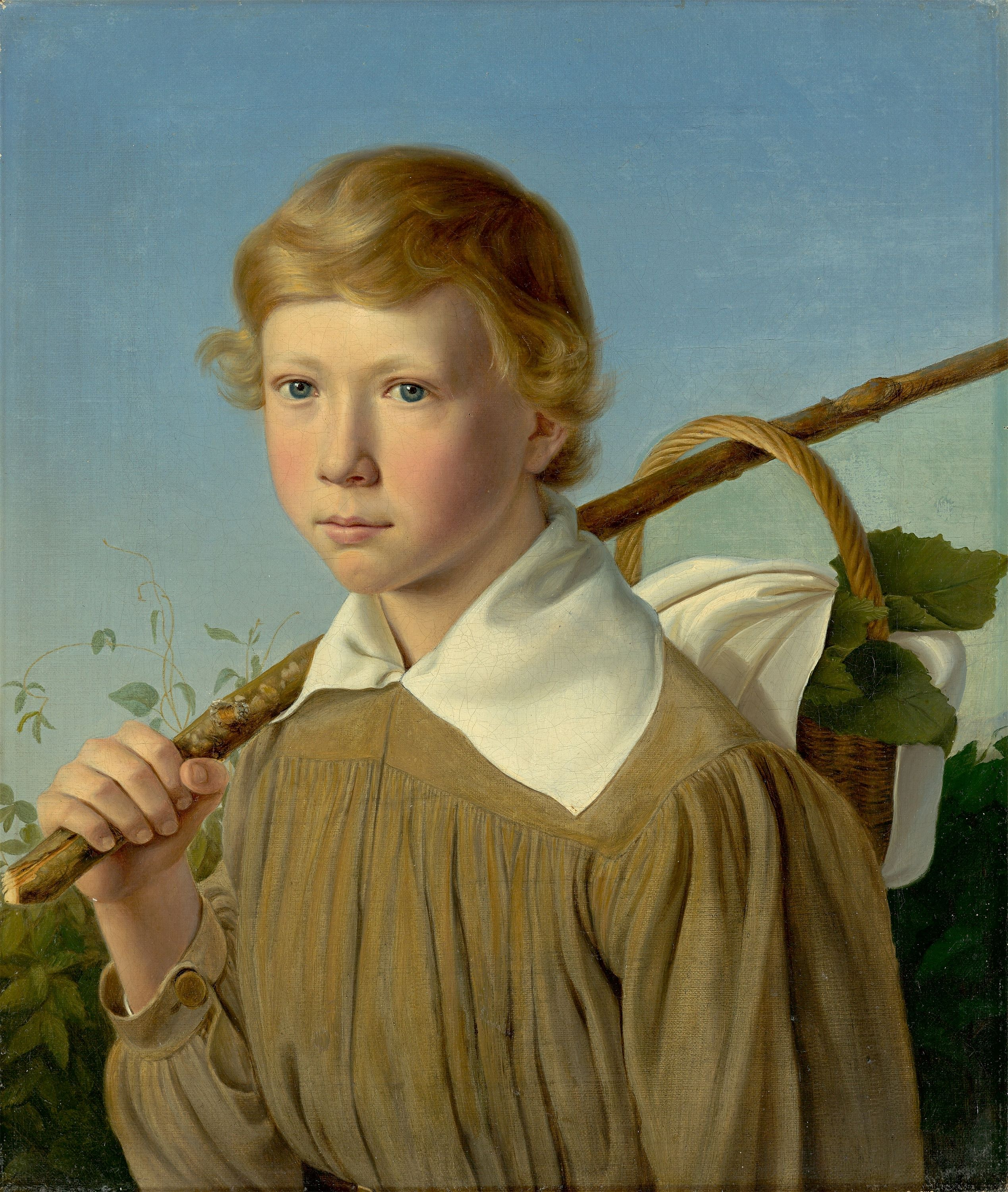
К. А. Зенф. Мальчик с тростью. Холст, масло. Частное собрание
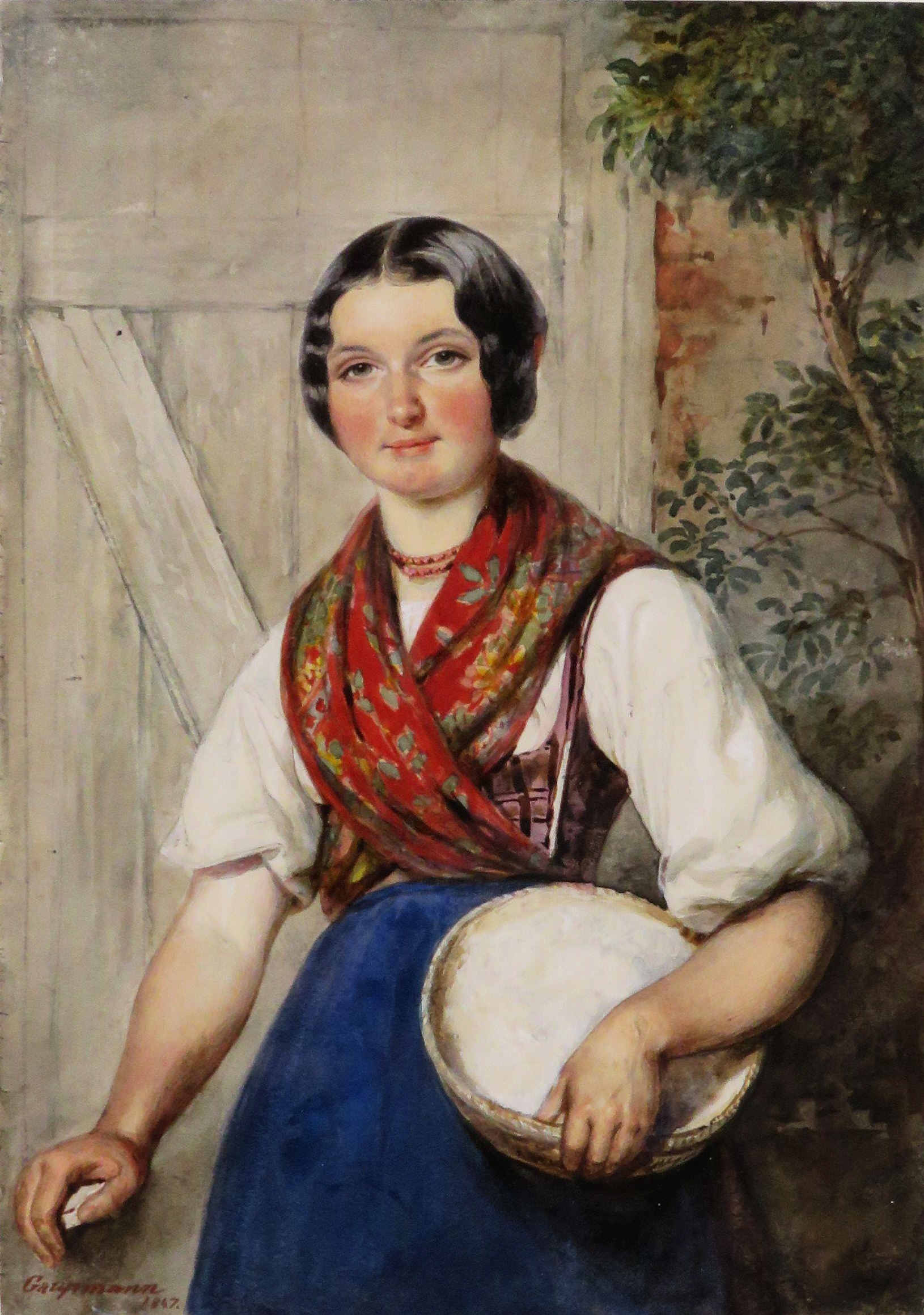
Р. Гаупманн. Крестьянская девушка с корзиной для хлеба. 1847. Бумага, акварель
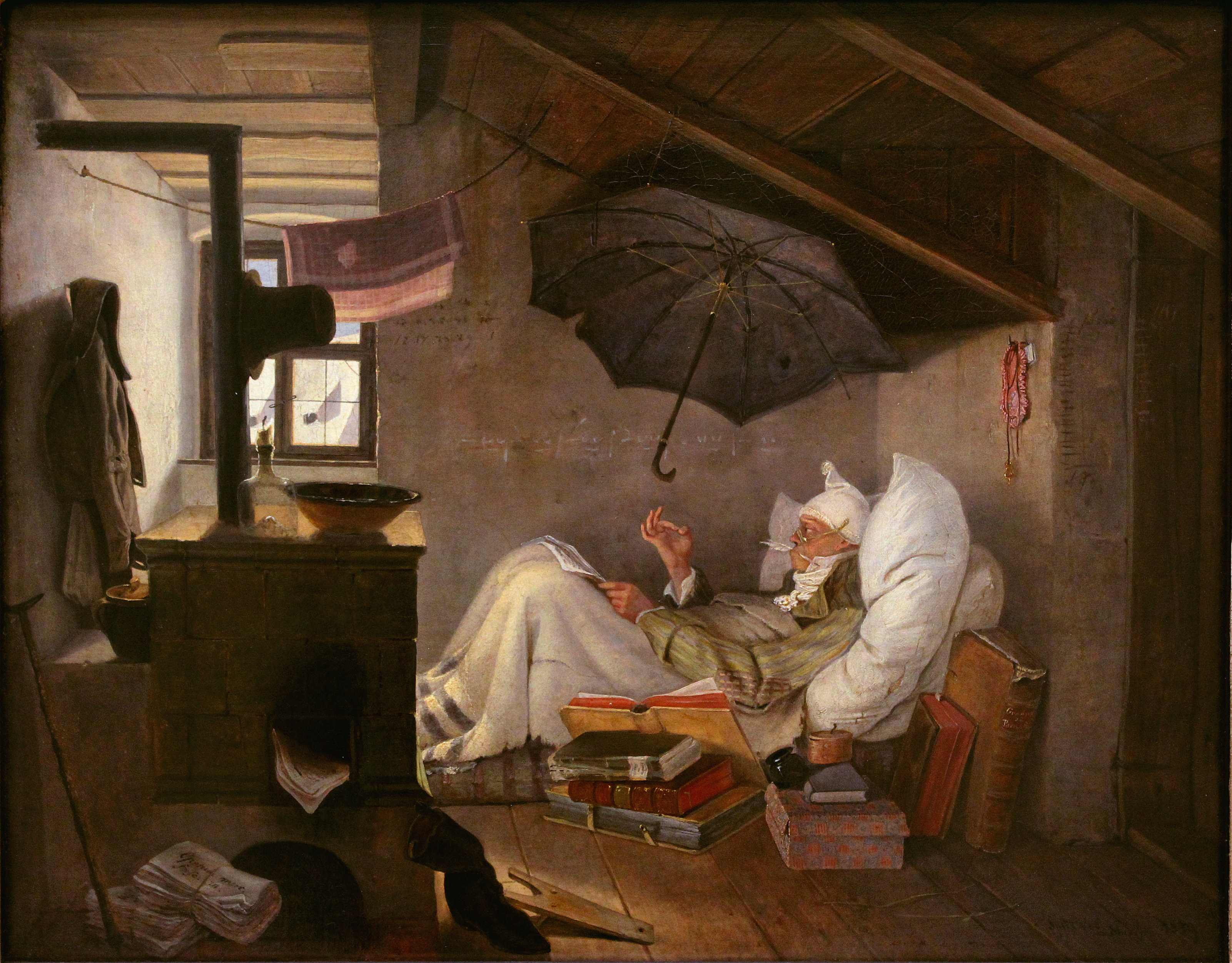
К. Шпицвег. Бедный поэт. 1839. Холст, масло. Новая Пинакотека, Мюнхен
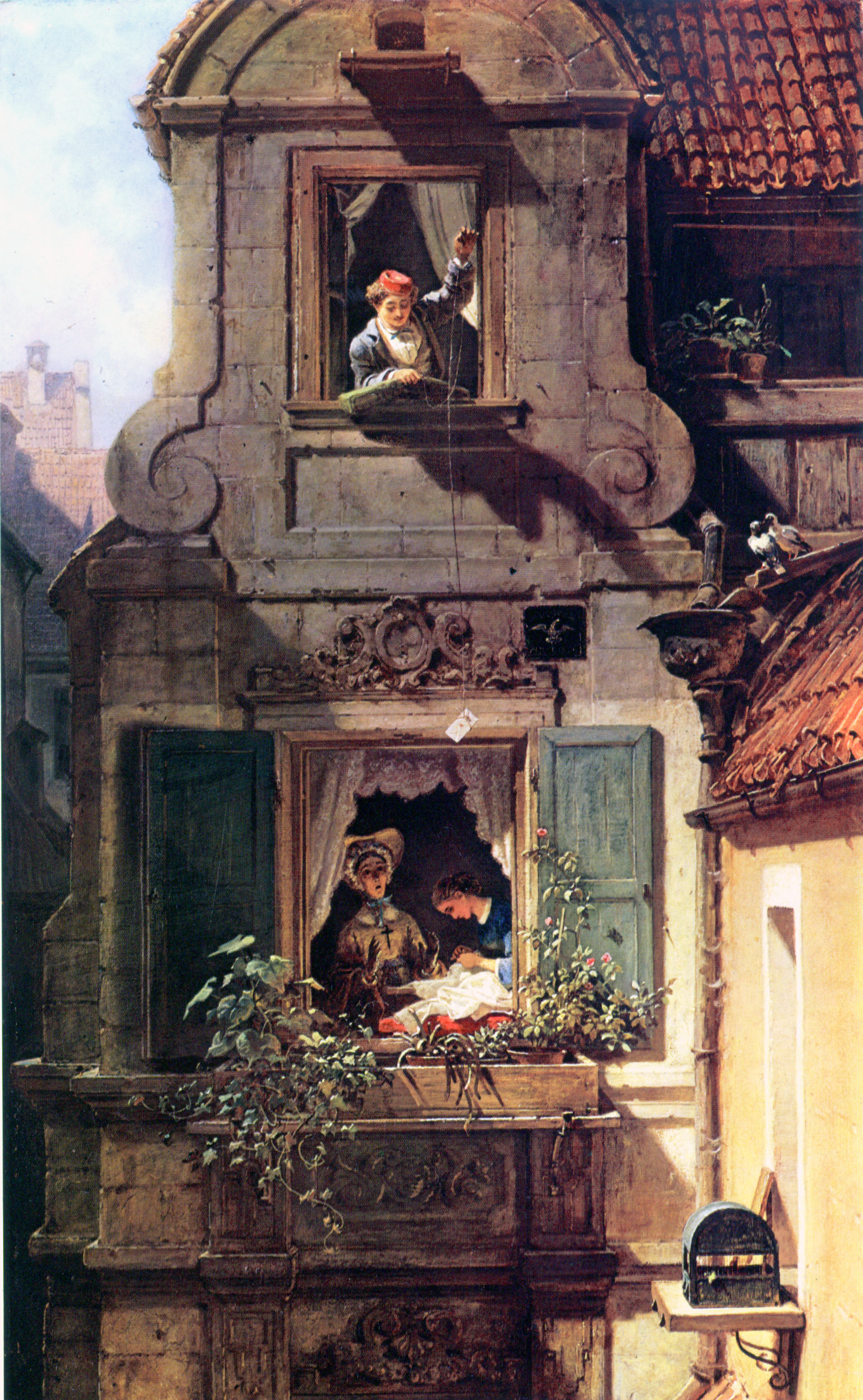
К. Шпицвег. Перехваченное любовное письмо. Ок. 1855. Холст, масло. Музей Георга Шефера, Швайнфурт
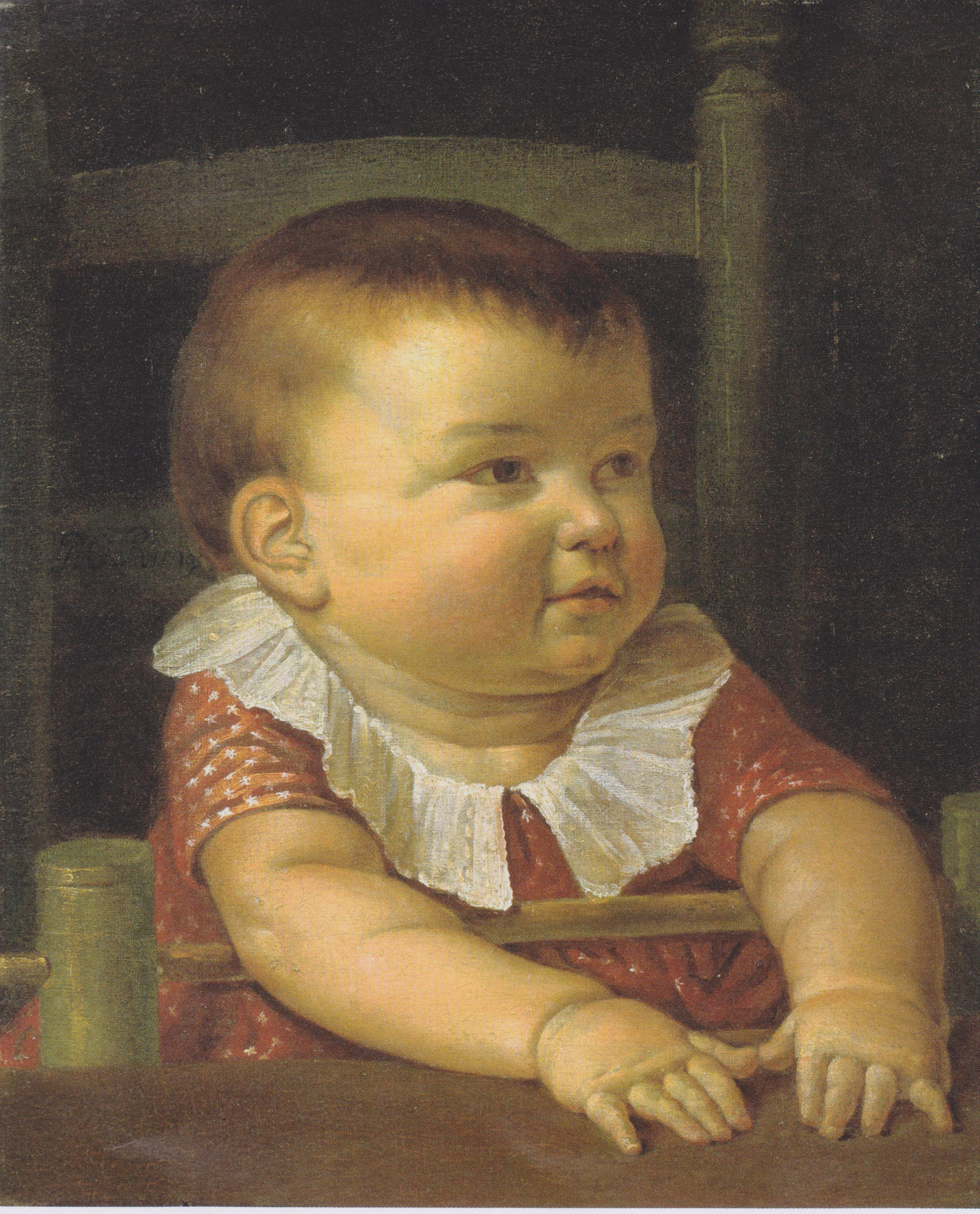
Ф. О. Рунге. Портрет сына. 1805. Холст, масло. Кунстхалле, Гамбург
Ф. Крюгер. Парад на Площади Оперы в Берлине, устроенный в честь прибытия в 1822 году великого князя Николая Павловича. 1829. Холст, масло. Фонд прусских дворцов и садов Берлина-Бранденбурга, Потсдам
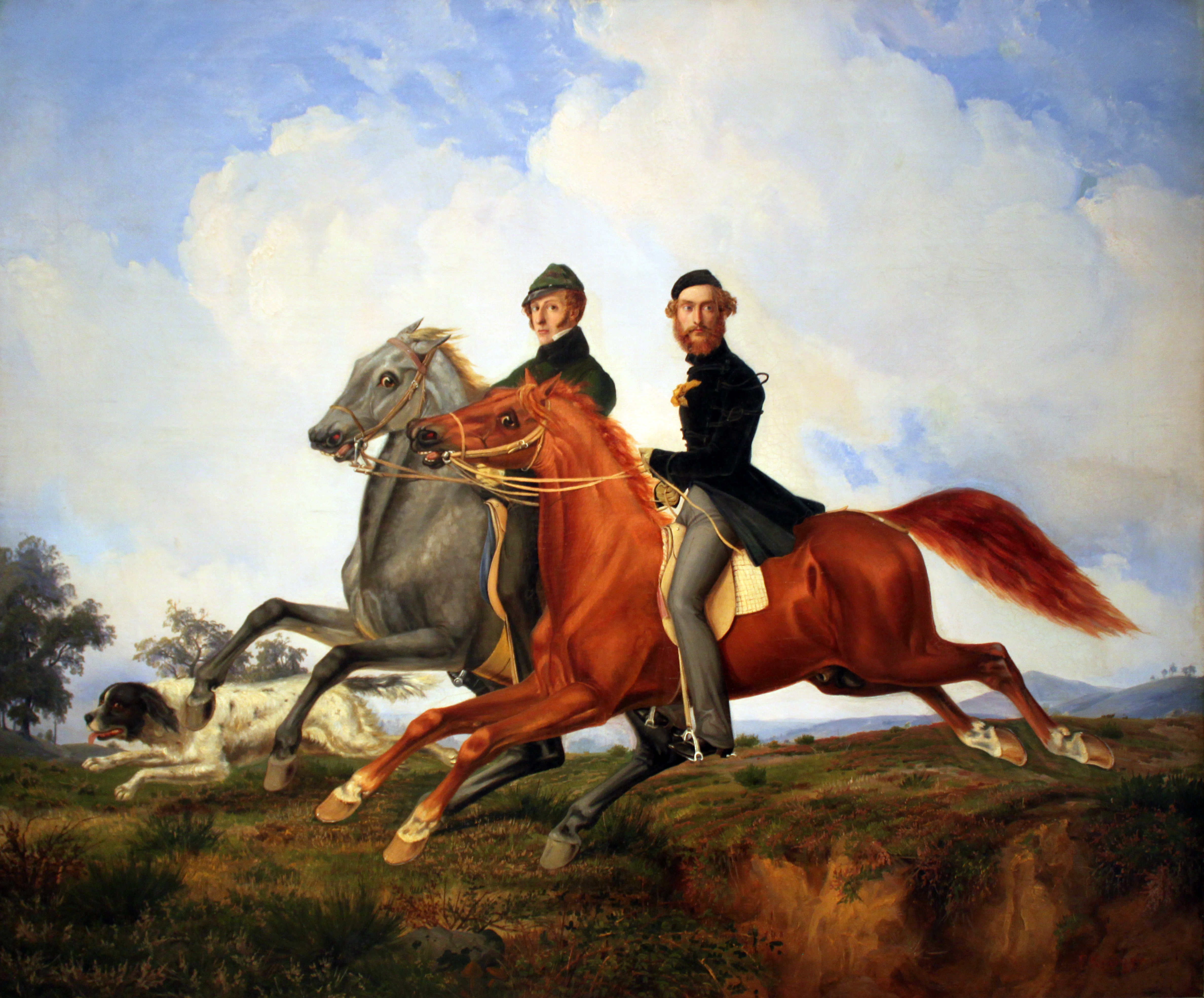
Два всадника галопом. 1851. Холст, масло. Германский национальный музей, Нюрнберг

В России «официальный» и даже «казённый» бидермайер представляло творчество немецкого живописца Фpанца Крюгера, придворного художника прусского короля Фридриха Вильгельма III. Живописец прославился исключительно точным изображением лошадей, за что и был прозван «лошадиным Крюгером» (нем. Pferde-Krüger). C 1832 года Крюгер часто работал в Санкт-Петербурге. Для Военной галереи 1812 года в Зимнем дворце он создал портреты Фридриха Вильгельма III и Александра I, портреты офицеров гвардии, удивлявшие сходством и точностью в изображении мундиров и орденов — императору Николаю I это представлялось в живописи самым важным.
Влияние живописи немецкого бидермайера находят в картинах А. Г. Венецианова, В. А. Тропинина, их учеников и последователей. Выражение «русский бидермайер» применяли к творчеству этих художников Н. Н. Коваленская и Д. В. Сарабьянов, хотя он и звучит парадоксально.
Постепенно понятие «бидермайер» распространилось на моду в одежде, декоративно-прикладное искусство, графику, оформление жилого интерьера и мебель.

## Оформление интерьеров и мебель
Бидермайер привнёс в эстетику буржуазного жилища любовь к скромному миру вещей с лёгким налётом сентиментальности и грусти. От аристократического ампира бидермайер унаследовал основные принципы композиции — мелкобуржуазному сознанию бюргера это пришлось по душе. Для жилых интерьеров в стиле бидермайер характерны интимность, простота форм и светлые цвета. Стены комнат с глубокими оконными нишами окрашивали в белый или в другие светлые тона, оклеивали тиснёными или простыми бумажными обоями «в цветочек» или «в полоску». Ситцем в мелкую полоску или полосатым репсом обтягивали мягкую мебель. Рисунок на оконных занавесях и мебельной обивке стремились делать одинаковым.
Достоинствами бытовых вещей и мебели считали такие качества, как прочность, доброкачественность, удобство. Мебель бидермайера свободна от излишнего декора. Критерием качества считаются удобство и безупречная столярная работа. Простота форм мебели компенсировалась яркой расцветкой обивок и занавесок, орнаментированных мотивами натуралистически трактованных цветов. Появляется понятие «чистой комнаты» (нем. sauber Zimmer), то есть комнаты, которой не пользовались в будние дни. Такая комната служила только для приёма гостей и демонстрации «хорошего вкуса хозяев». Дополнительный уют жилому интерьеру придавали самодеятельные настенные акварели, гравюры, а также множество багателей (безделушек) и сувениров, расставленных на ажурных салфетках на полочках, в угловых шкафчиках, «горках» и на этажерках либо подвешенных на лентах с бантиками и, конечно, цветы на подоконниках. Как и в случае со стилевыми предпочтениями, практичный бидермайер отбирает только те предметы меблировки, которые соответствуют его представлению о функциональности и комфорте. Никогда ещё мебель настолько полно не отвечала своему предназначению, как в эту эпоху, — декоративность отходит на второй план.

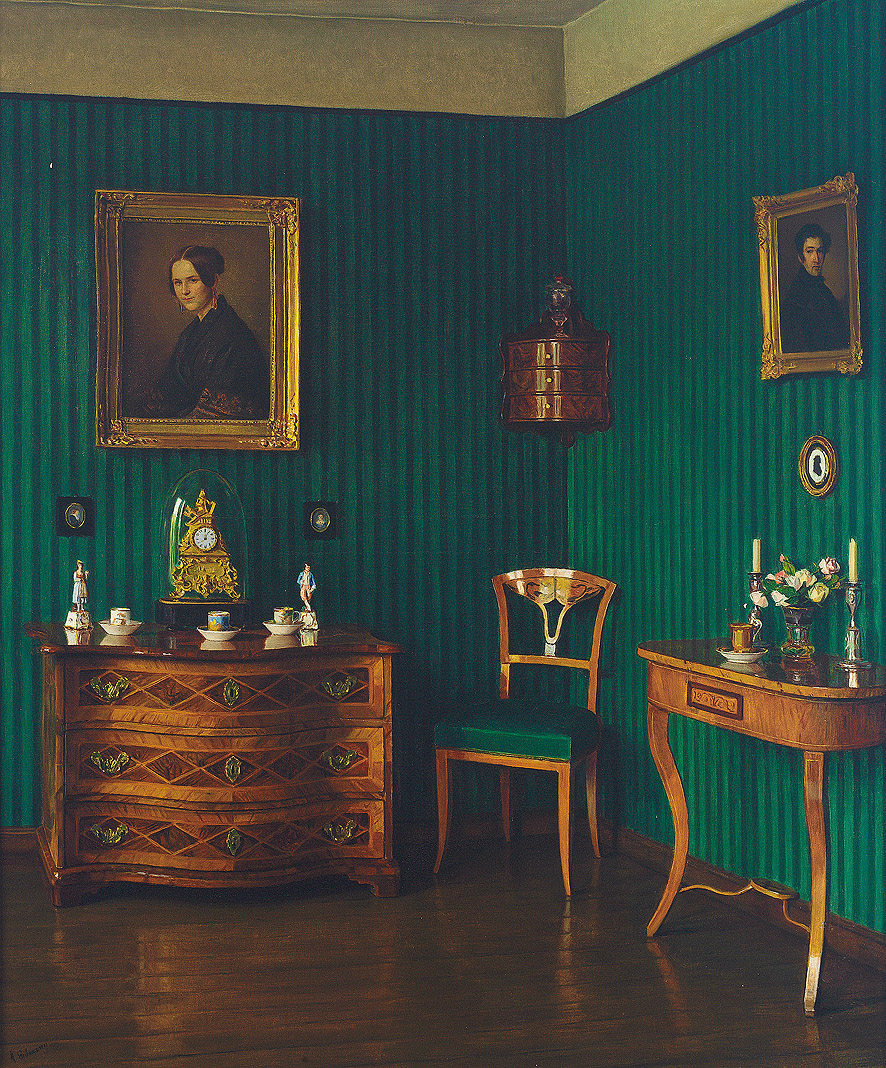
О. Эрдман. Бидермайер-салон. До 1905. Холст, масло
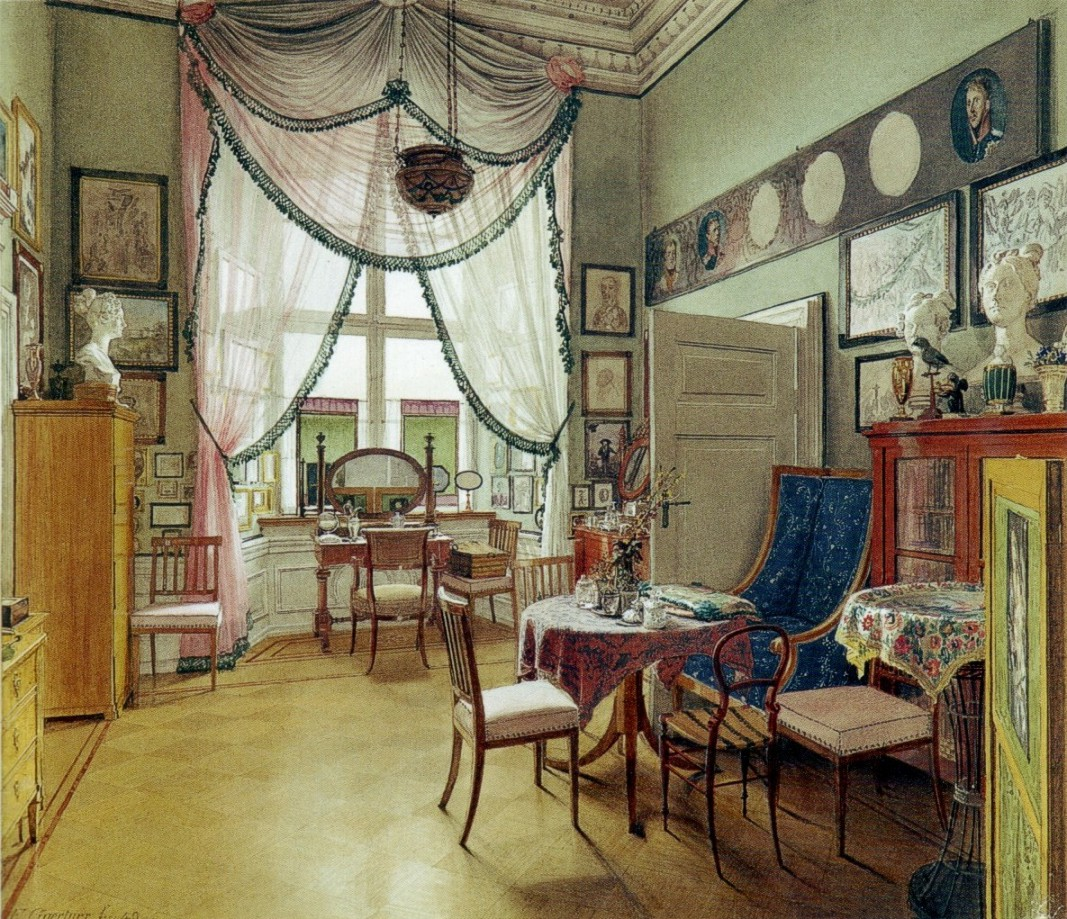
Э. Гертнер. Комната. 1849
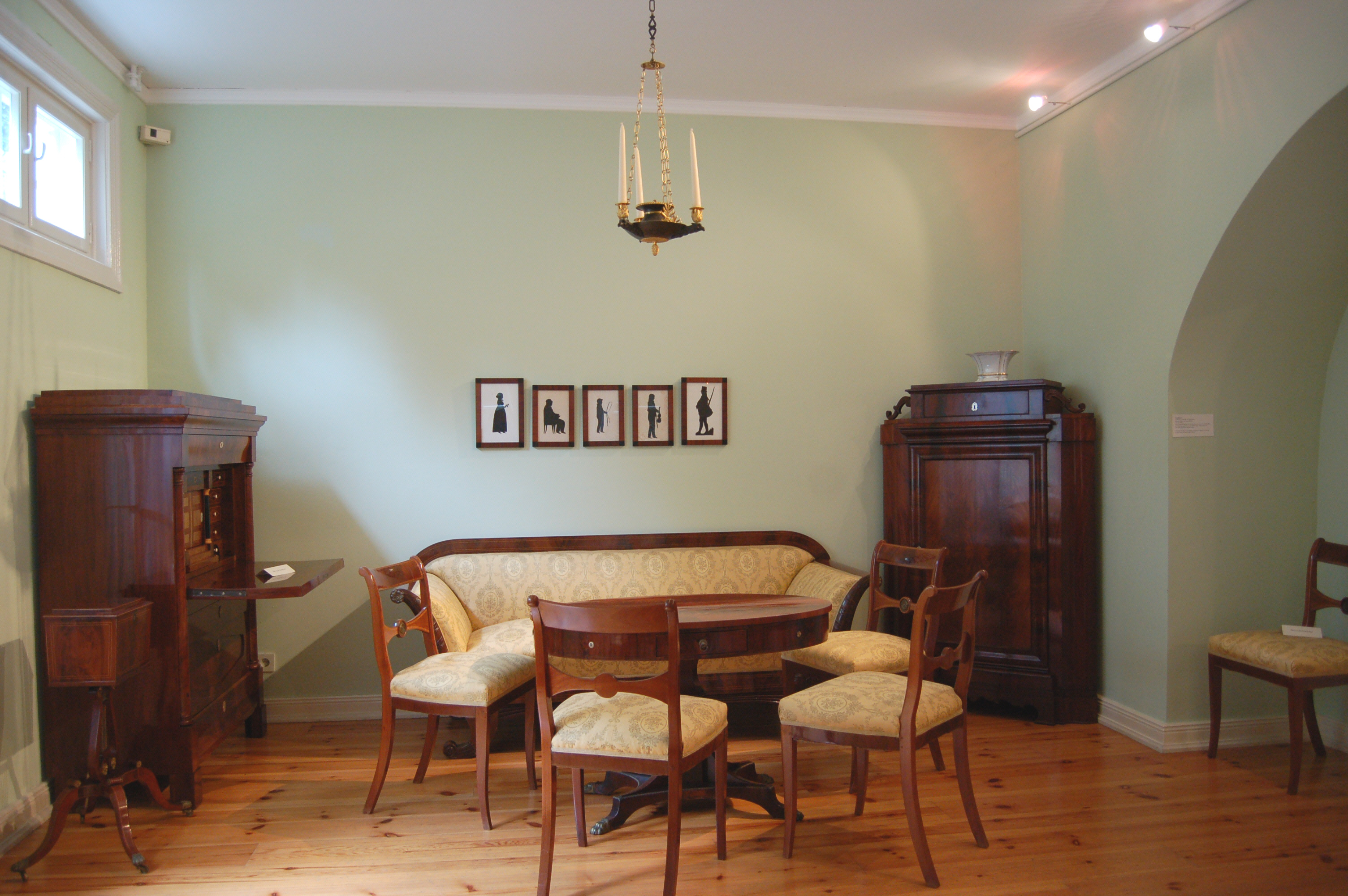
Комната бидермайер. Ок. 1830. Музей Лангеса Таннена, Ютерзен, Шлезвиг-Гольштейн
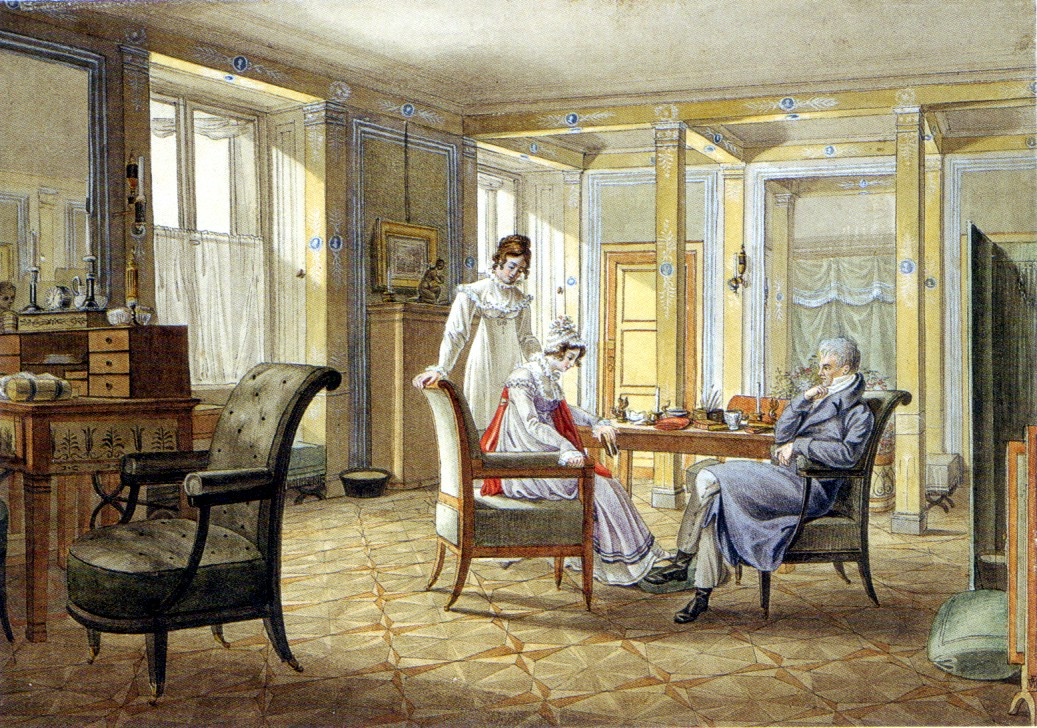
В комнатах. Ок. 1820. Бумага, акварель
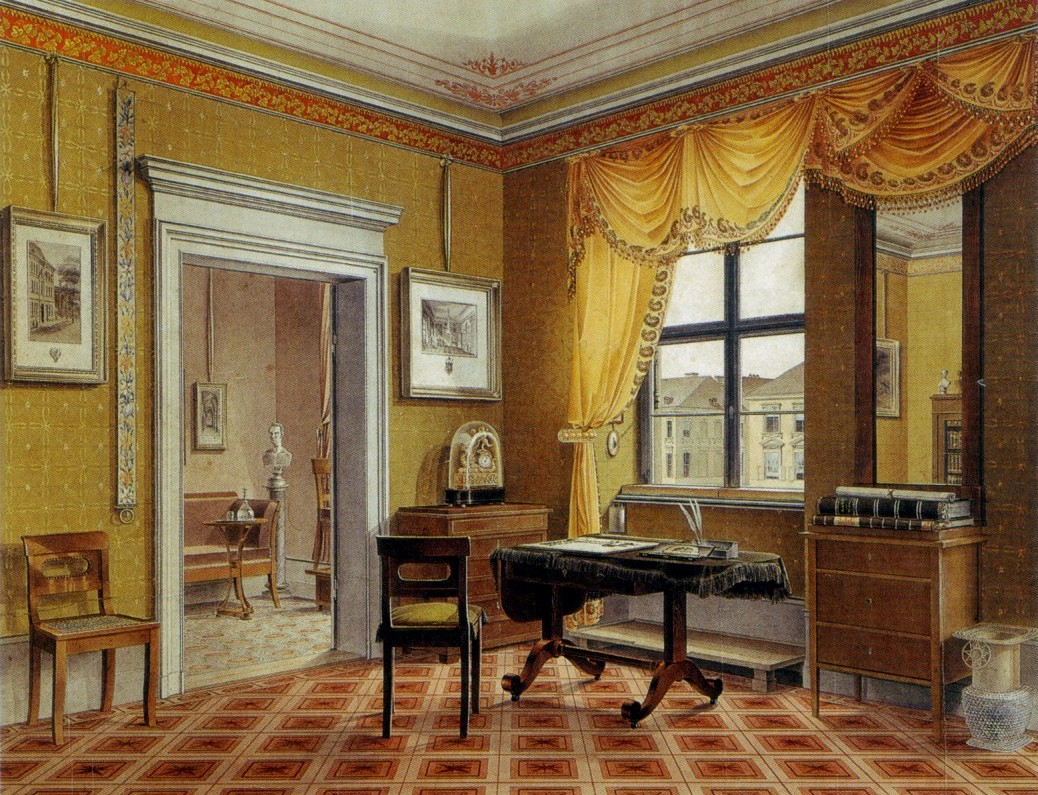
Л. Цильке. Ок. 1825. Бумага, акварель. Королевская коллекция, Великобритания
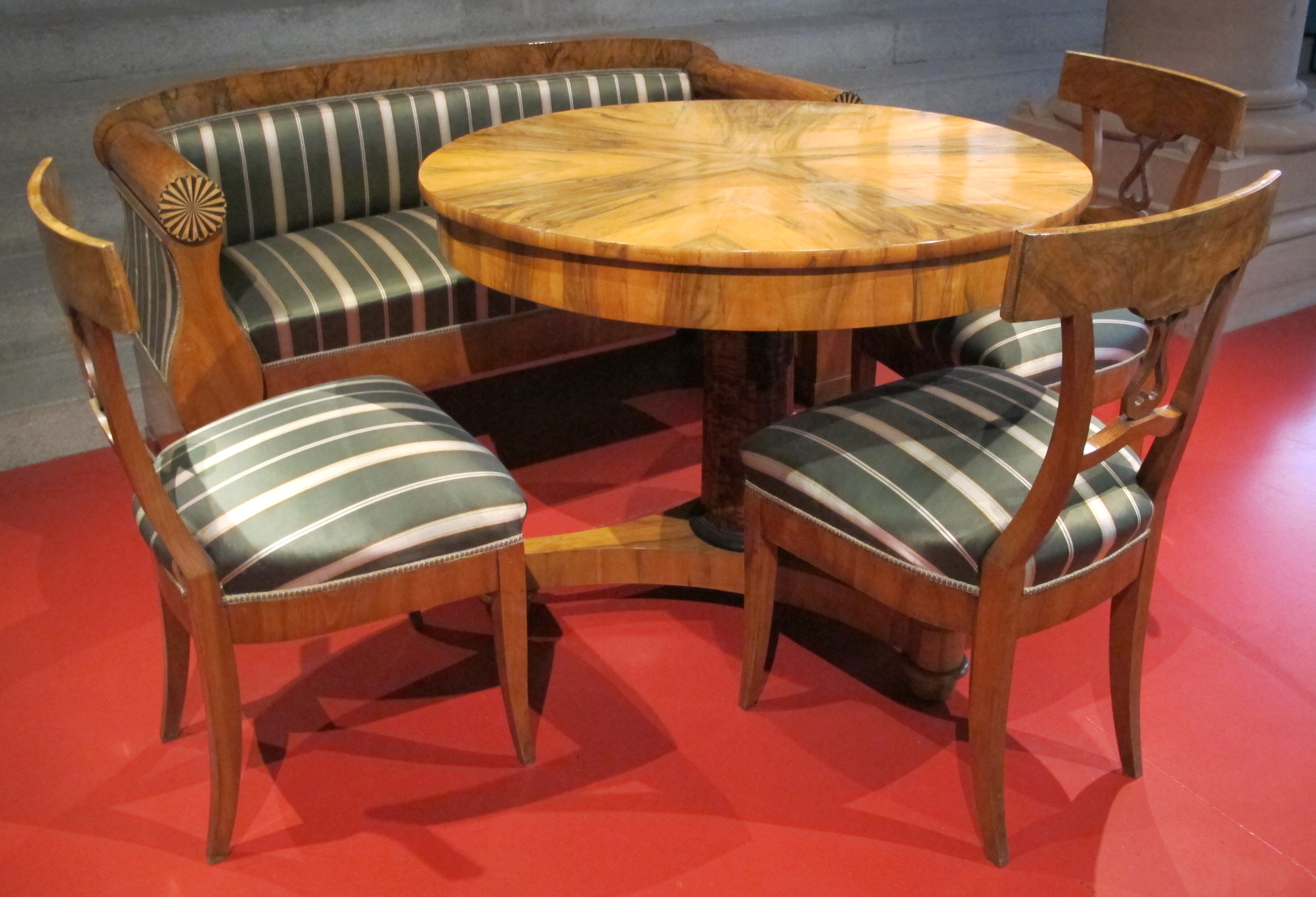
Набор мебели. Ок. 1820
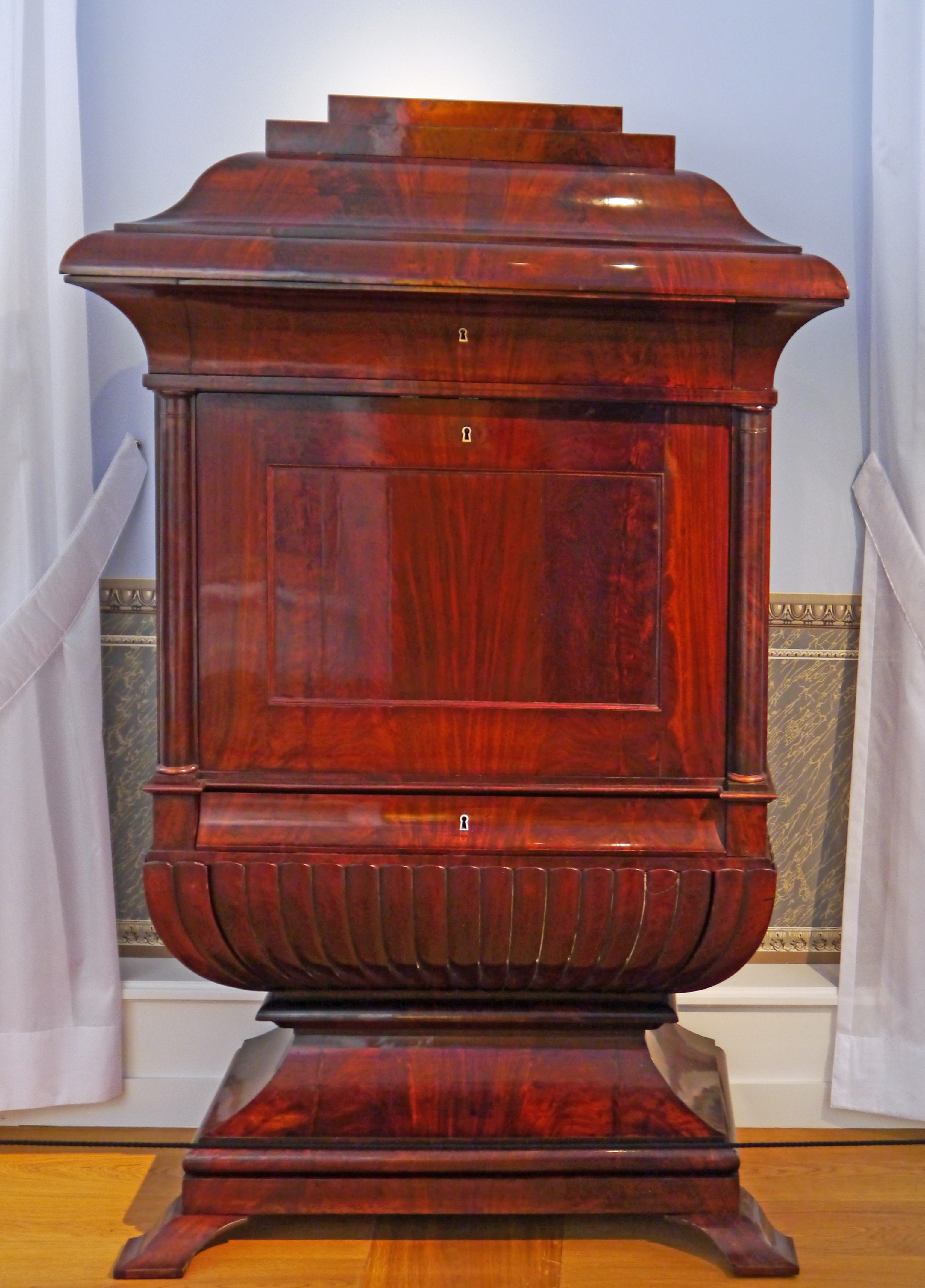
Шкаф-секретер. 1820-е. Франкфурт
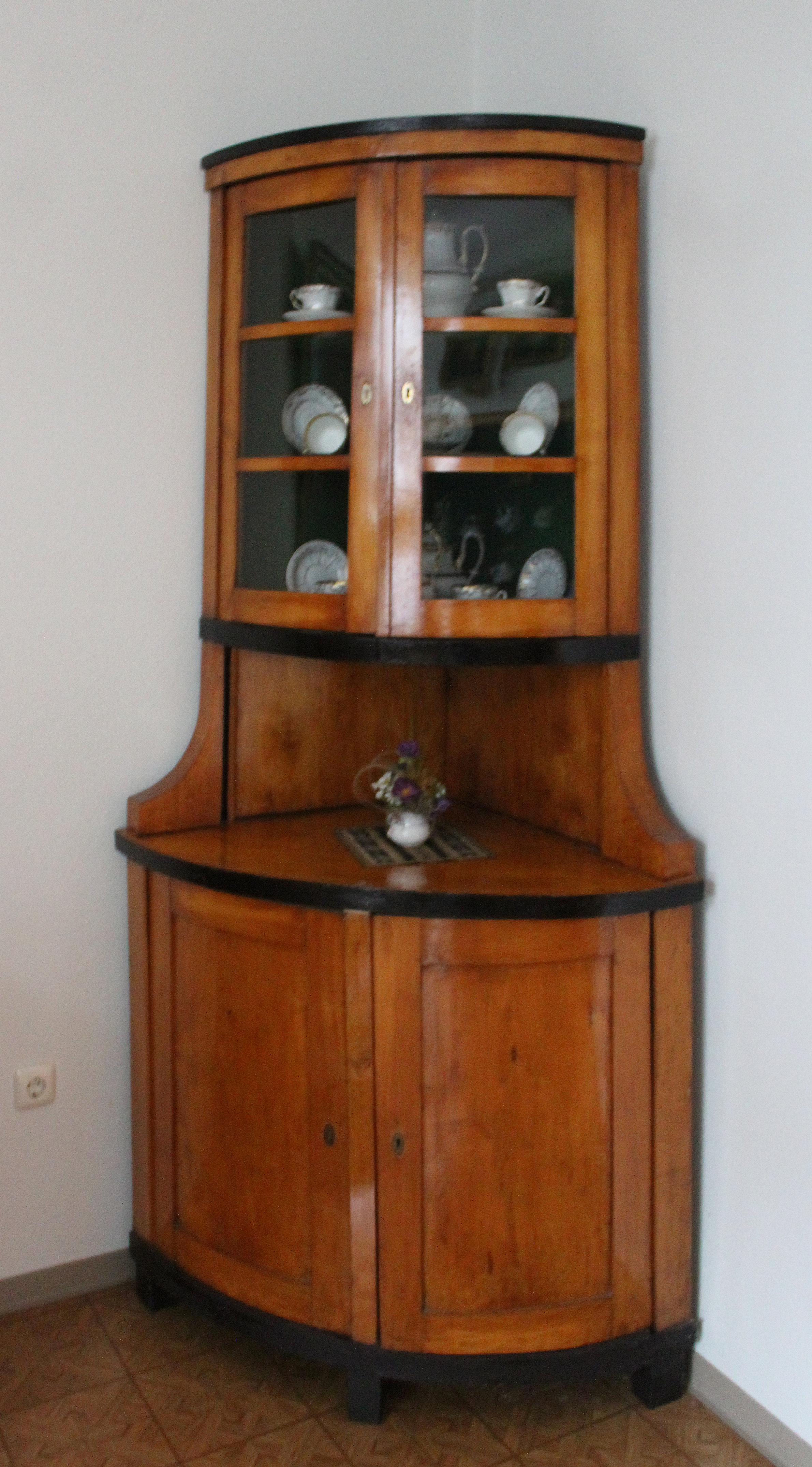
Угловой шкаф. Городской музей, Балленштендт, Саксония-Анхальт.
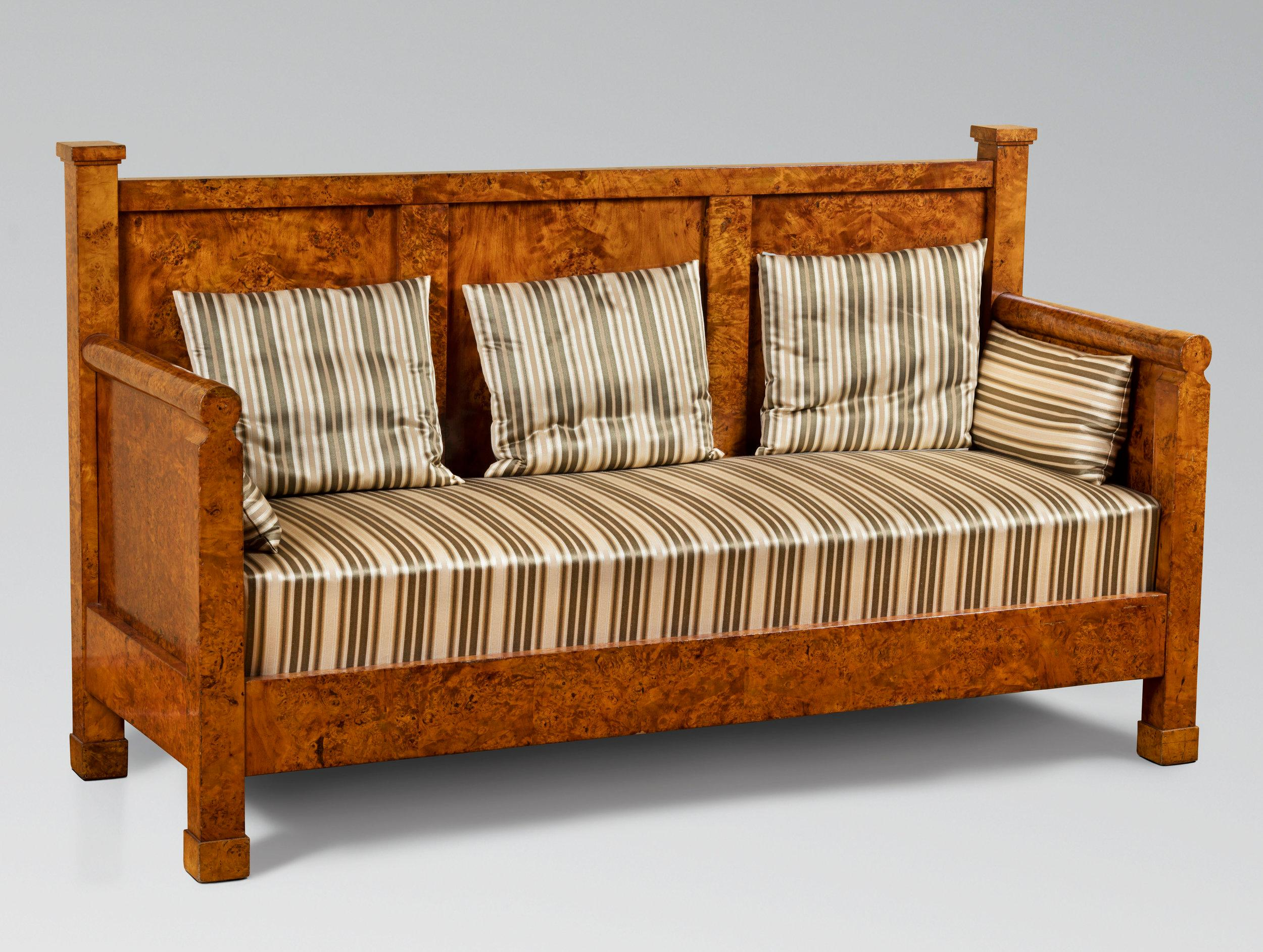
Канапе. Между 1825 и 1830. Национальный музей, Варшава

В мебели бидермайера строгость и холодная величавость уходящего ампира постепенно вытеснялась формами мебели с плавно изогнутыми линиями. Смягчались углы, излишне холодные и жёсткие прямые линии. Прямоугольные плоскости заменяли округлыми, овальными. Особенно ценили естественные свойства материала, например светлые тона дерева: груши, клёна, ореха. В России в это время особой популярностью пользовалась мебель из светлой карельской берёзы.
Ещё в конце XVIII века в моду стад входить «английский стиль», привлекавший своей рациональностью, удобством и простотой. В начале XIX века состоятельные бюргеры заказывали мебель в Англии, в стиле регентства и стилe короля Георга IV, так называемого георгианского стиля. В немецко-австрийской мебели 1830-х годов появились характерные для неорококо плавно изогнутые силуэты локотников кресел, спинок диванов, круглые столики геридоны и «чиппендейловские» прорезные спинки, ножки стульев типа кабриоль.
Наиболее известный художник мебели — австрийский живописец Й. Данхаузер Старший. Ещё в 1804 году он основал мебельную фабрику в Вене, а в период после наполеоновских войн стал выпускать мебель в «новом стиле». Его дело до 1838 года продолжал сын Й. Данхаузер Младший. По примеру английских мебельных мастеров столяры бидермайера увлекались и конструированием многофункциональной, «комбинированной» мебели: раздвижных столов, столов с выдвижными или откидными столешницами, стульев и столов, трансформируемых в библиотечную лестницу, письменных столов, бюро и шкафов-секретеров с различными ящичками. Выдающимся проектировщиком мебели, в частности ажурной садовой мебели из чугуна, был берлинский архитектор Карл Фридрих Шинкель.
Правилом хорошего тона считалось иметь домашнюю библиотеку. Высокие книжные шкафы устанавливали вдоль стен. В русской живописи 1830—1840-х годов характерного жанра «В комнатах», в произведениях графа Ф. П. Толстого, П. А. Федотова и, особенно, в картинах В. А. Тропинина и А. Г. Венецианова, при всех существенных отличиях русского национального романтизма от немецкого бидермайера, показаны сцены тихой уютной жизни, московские и петербургские интерьеры, схожие с такими же комнатами в провинциальных домах Германии и Австрии. Показательны отношения Венецианова с Крюгером и огромное впечатление, произведённое на русских художников натуралистичной, типично бидермайеровской картины французского живописца Ф. Гране «Внутренний вид хоров в церкви капуцинского монастыря на площади Барберини в Риме» (1818), показанной в 1821 году в Санкт-Петербурге.
Принцип «вещного интерьера», разработанный в период бидермайера, оказался актуальным для всего XIX столетия: викторианского стиля в Англии и всех европейских неостилей периода историзма.

## Предметы декоративно-прикладного искусства
В декоративно-прикладном искусстве наибольшее развитие получает роспись фарфора и стекла цветочными и пейзажными мотивами. Многие мотивы с изображениями цветов переходили из живописных картин в роспись фарфора и фаянса. На Венской фарфоровой мануфактуре в эти годы, как ранее в Севре, изготавливали вазы, расписанные пышными букетами. Тарелки берлинской фарфоровой мануфактуры с «видовыми» росписями оправляли в деревянные золочёные рамы и вешали на стены как картины.
В изделиях из стекла открывали новые формы и темы. Вместо тяжёлых барочных хрустальных кубков с алмазной гранью и гравировкой появились стеклянные кубки и стаканы простой конической или цилиндрической формы, расписанные прозрачными эмалями, чёрной краской шварцлотом и скромной золочёной обводкой. Виды Дрездена и Вены на стеклянных стаканах и кубках писали Самуэль Мон и Антон Котгассер, живописец Венской фарфоровой мануфактуры. Мастерами тончайшей гравировки по стеклу были Д. Биман и К. Пфоль.

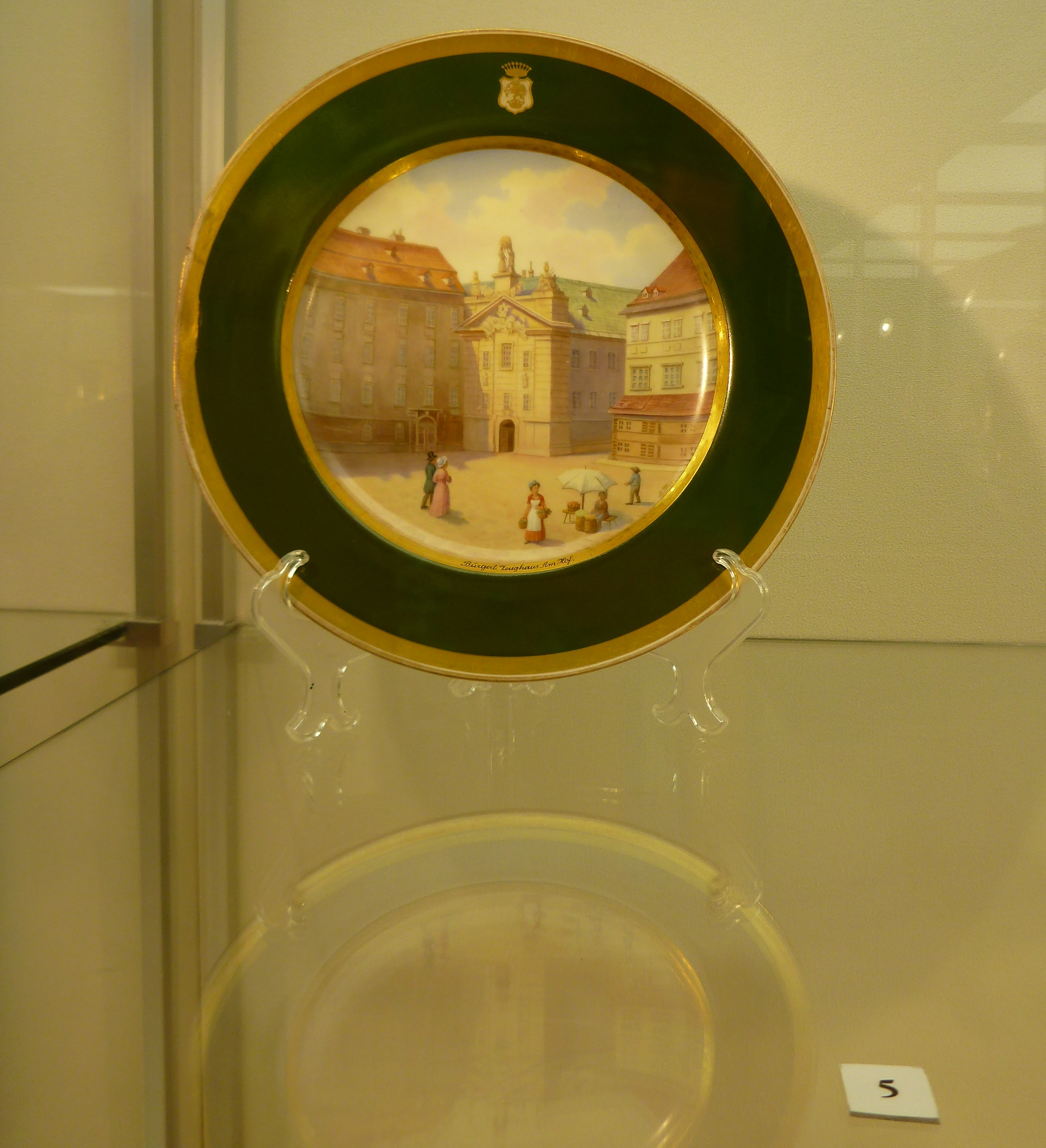
Тарелка мелкая с видом на площадь Ам Хоф в Вене. 1817. Венская фарфоровая мануфактура
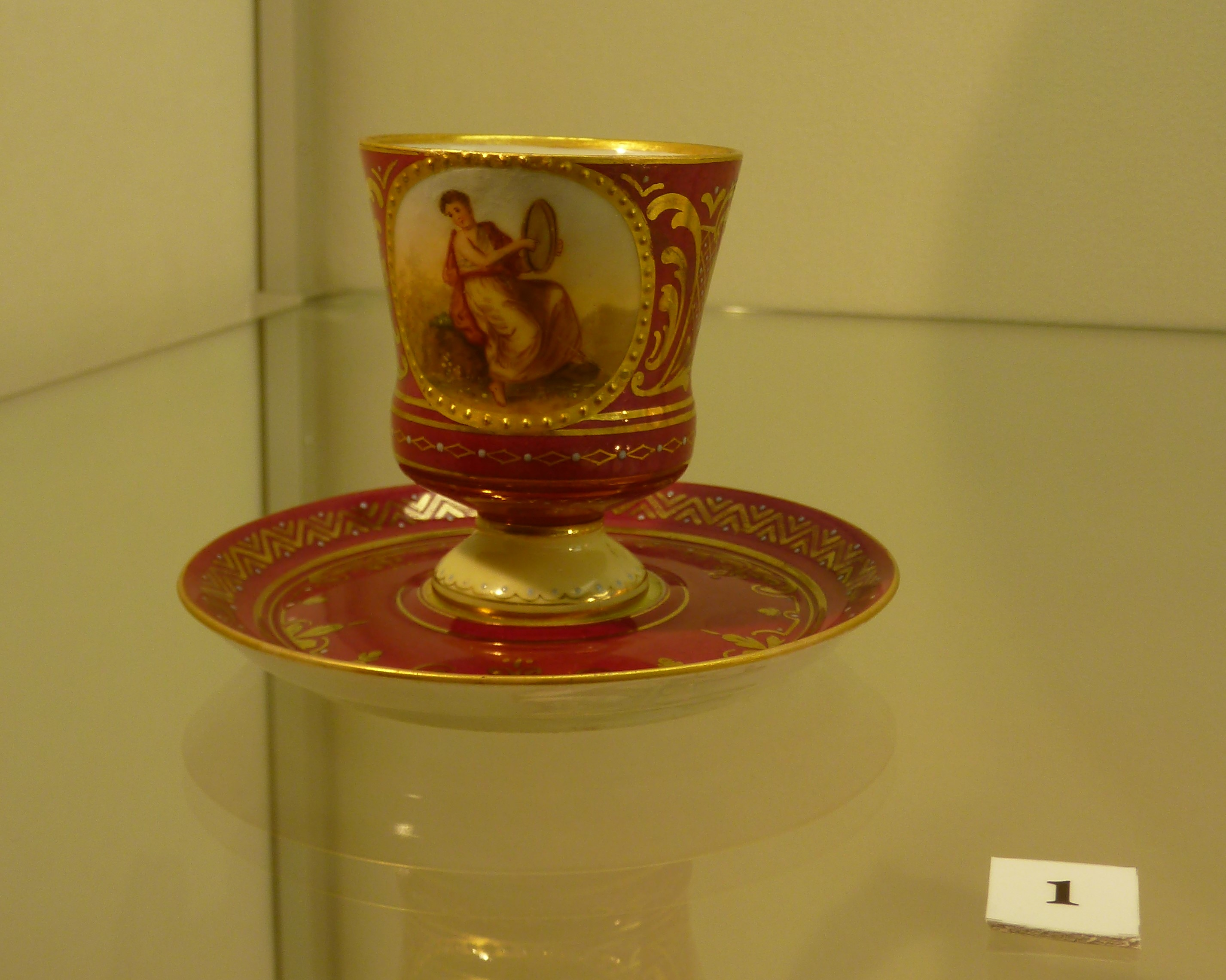
Кофейная пара Вакханка. 1820-е. Вена
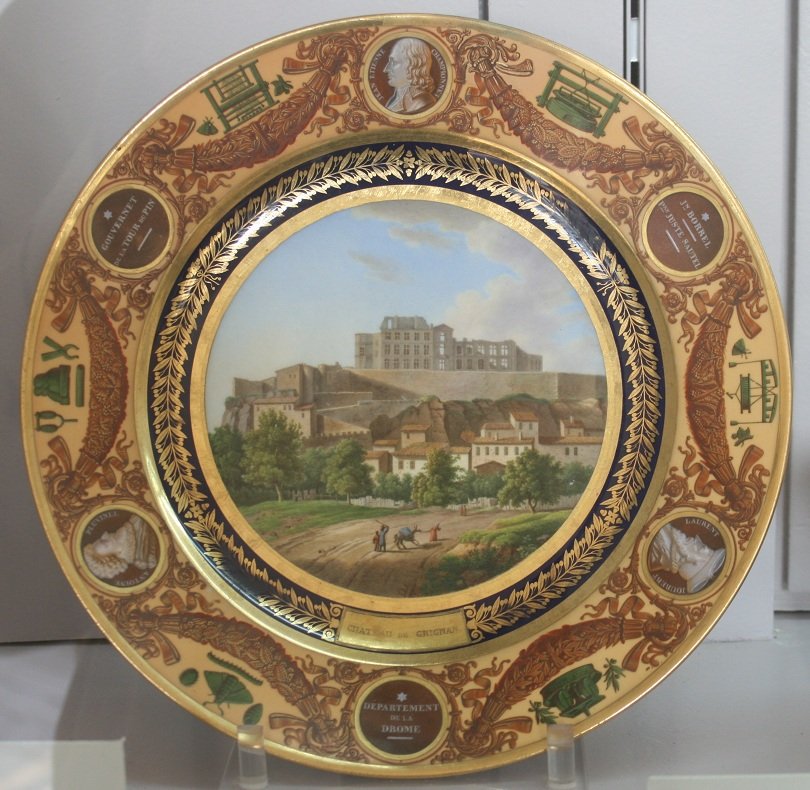
Вид поместья Гриньян. 1825. Фарфор, роспись. Севрская мануфактура
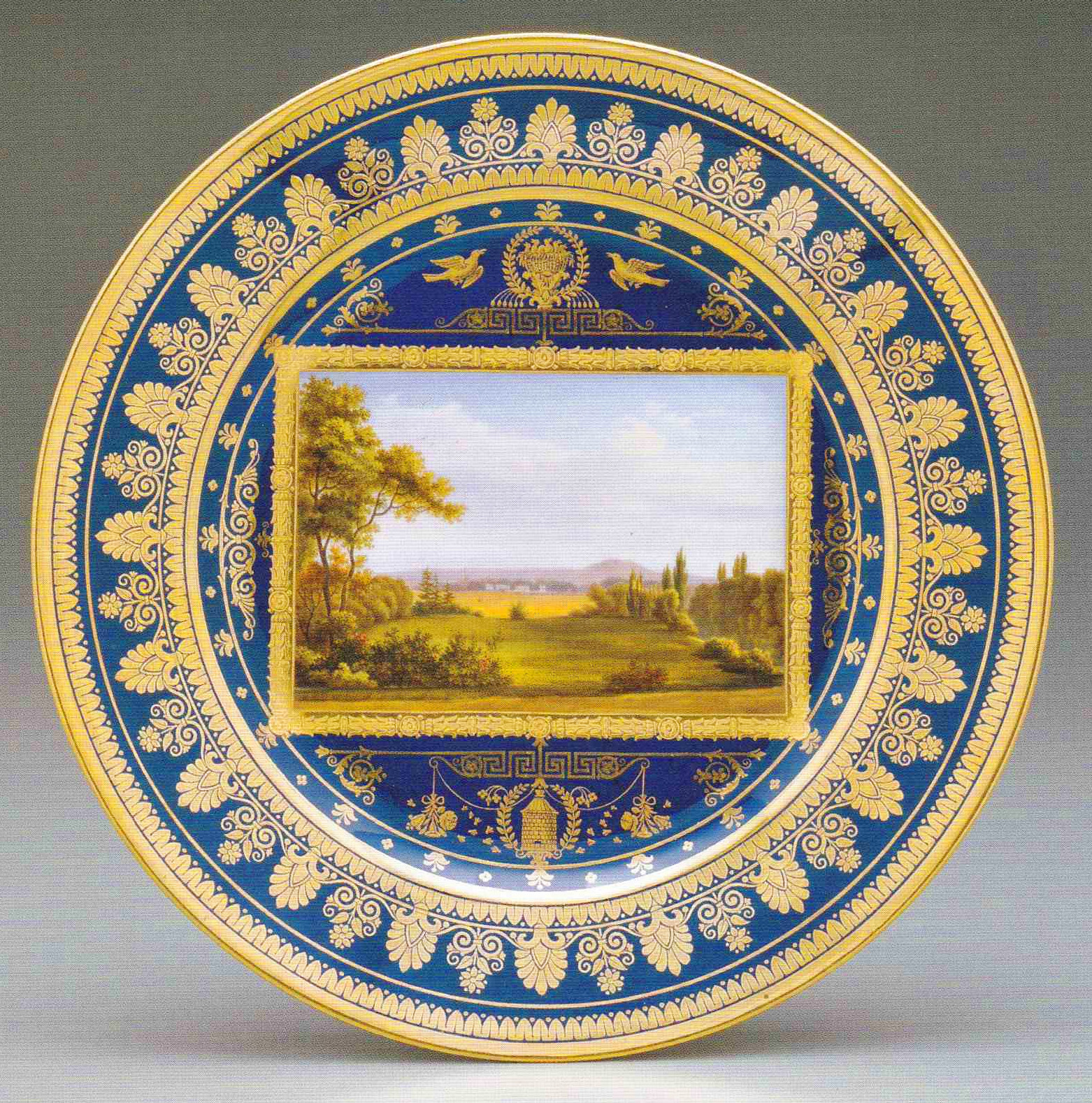
Парк замка Сент-Квин. 1822. Фарфор, роспись. Севрская мануфактура
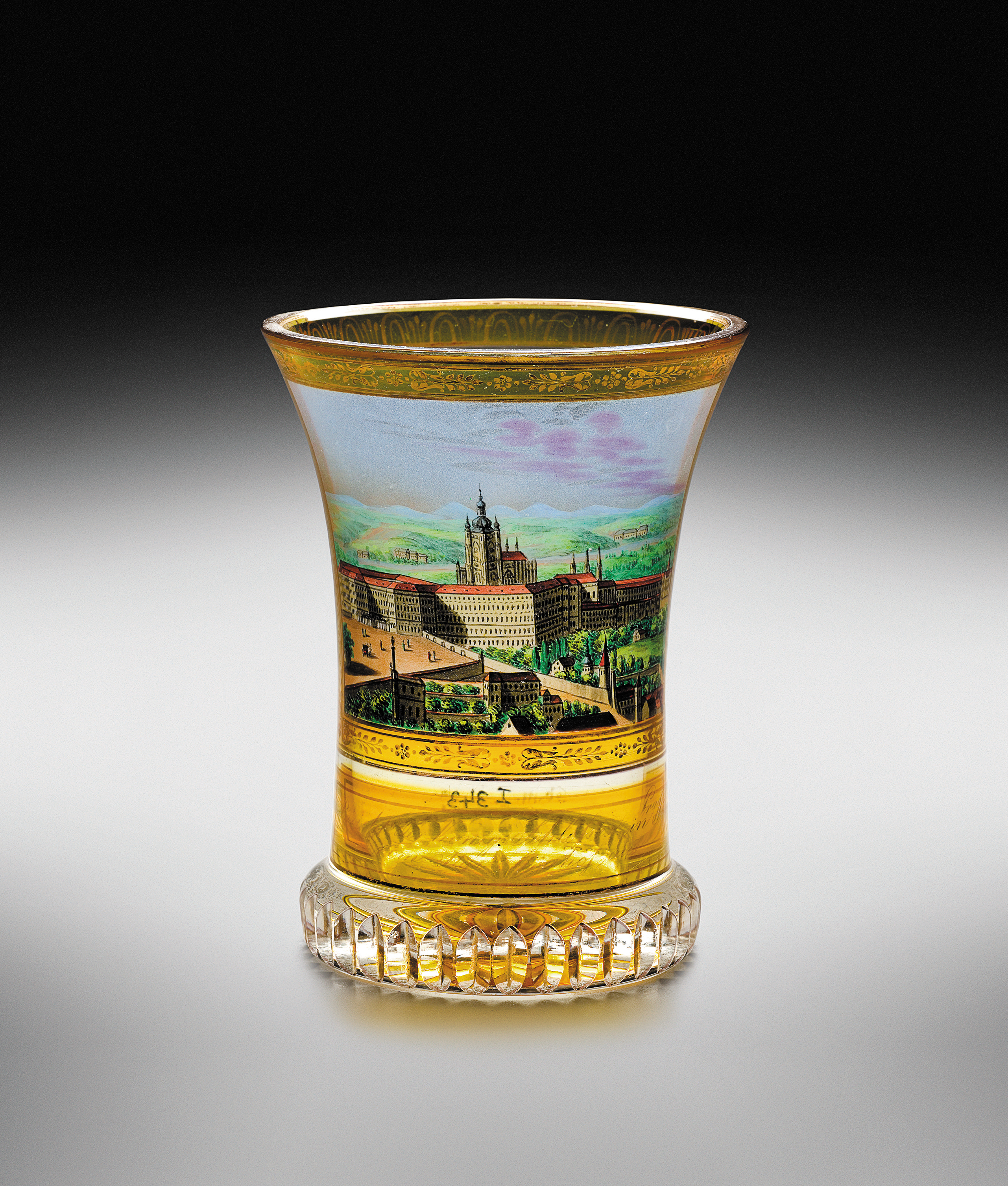
А. Котгассер (мастерская). Стопа с видом Пражского Града. Ок. 1830. Стекло, роспись, золочение. Художественно-промышленный музей, Прага
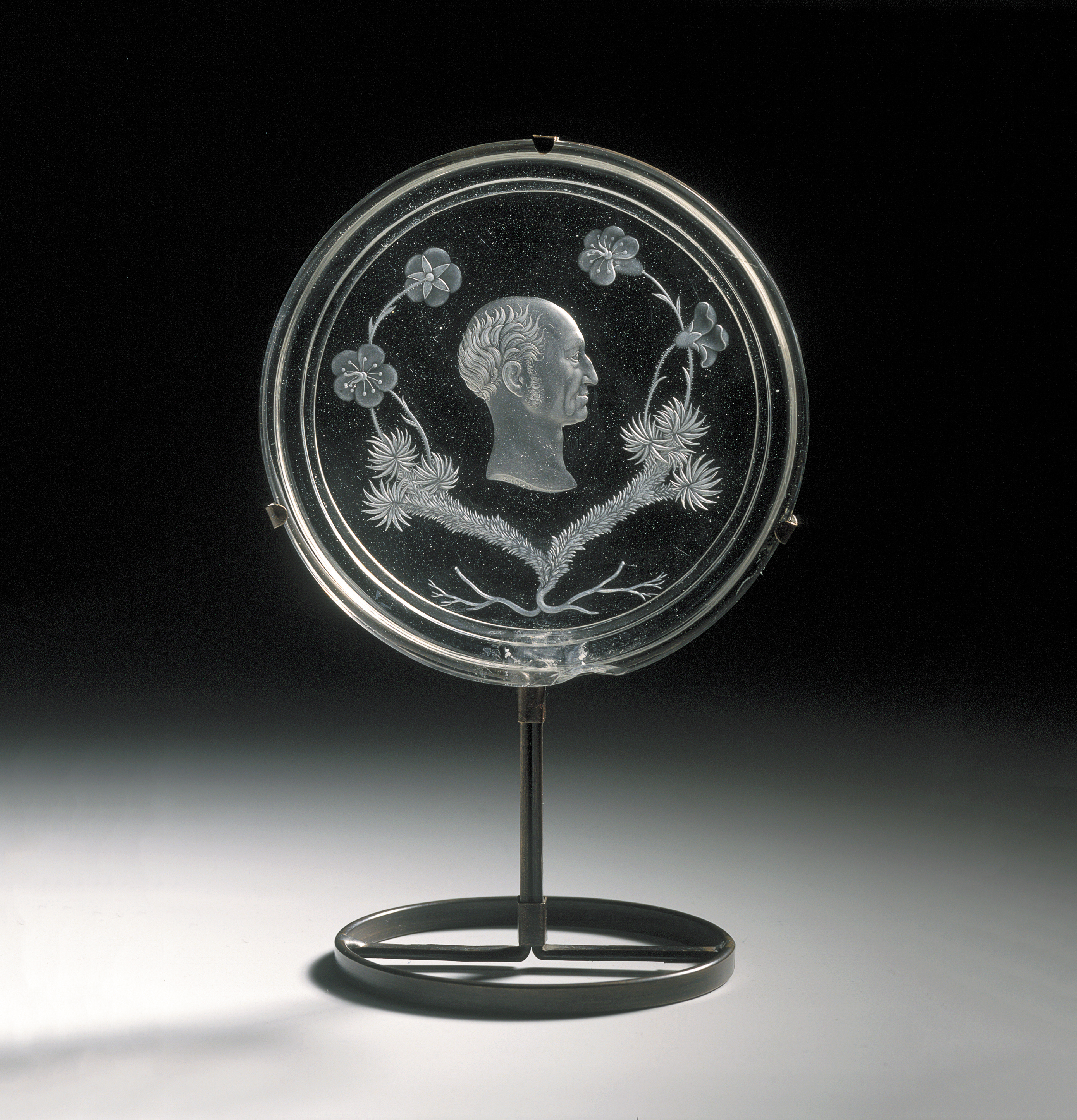
Д. Биман. Медальон с профильным портретом К. Марии, графа Штернберка. 1830. Хрусталь, гравировка. Художественно-промышленный музей, Прага
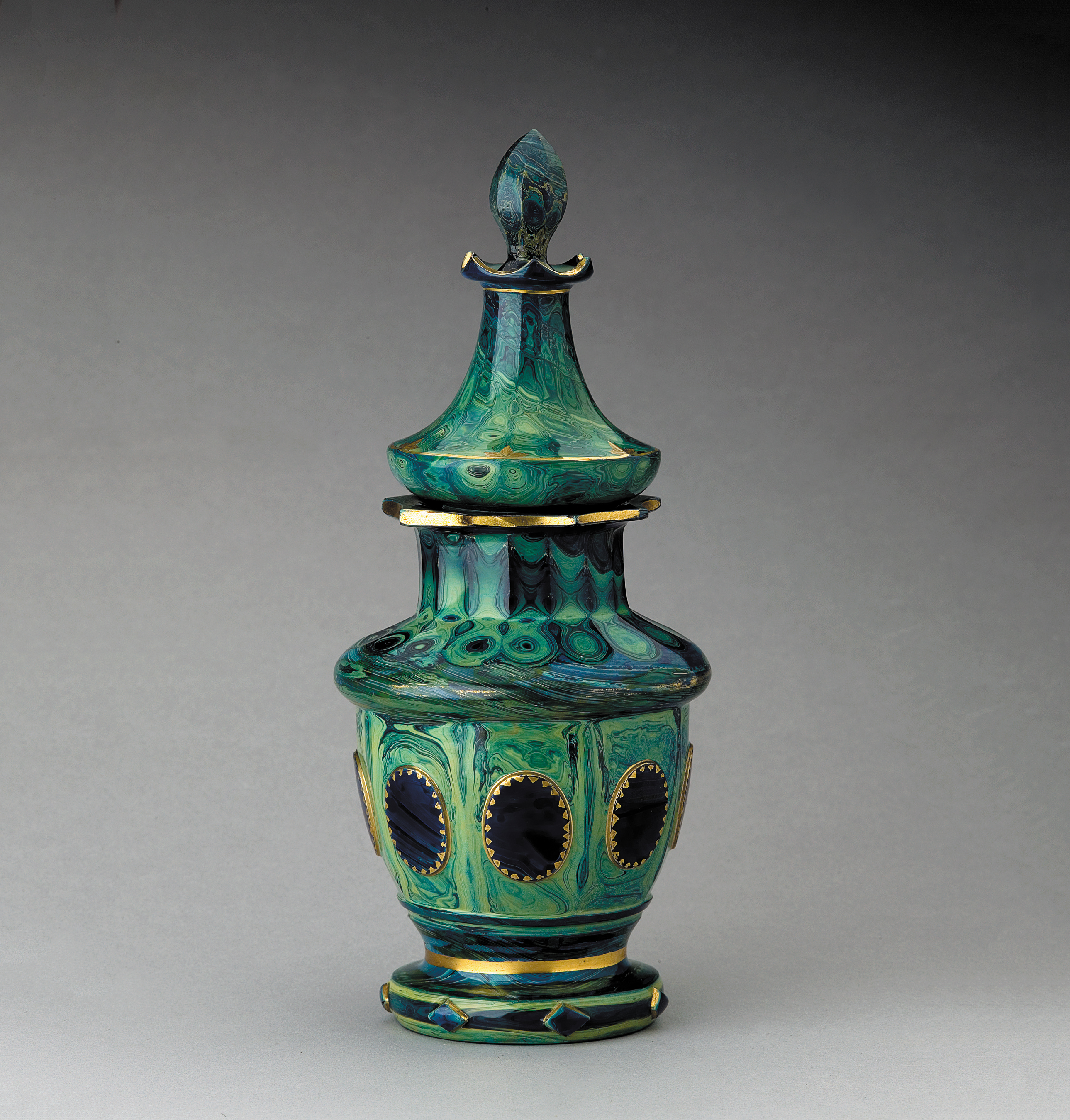
Ф. Эгерман. Флакон. 1828. Стекло. Художественно-промышленный музей, Прага

## Мода
В этот период в мужской моде главенствуют редингот, жилет и высокий цилиндр, трость, узкие брюки со штрипками, рубашка с воротником-отцеубийцей, иногда фрак. Женщины носили платья с узкой талией, широкими декольте, пышными юбками в форме колокола, шляпки-капоры. Вещи были просты, без сложных украшений.

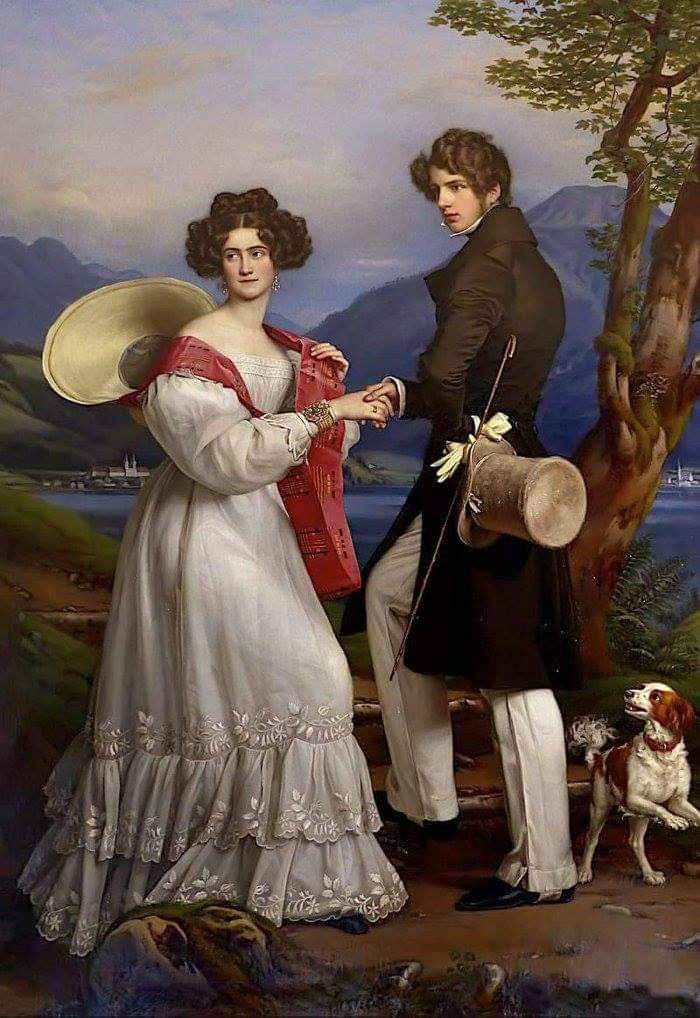
К. Й. Штилер Портрет Людовики Баварской и Максимилиана Баварского в честь помолвки. 1828
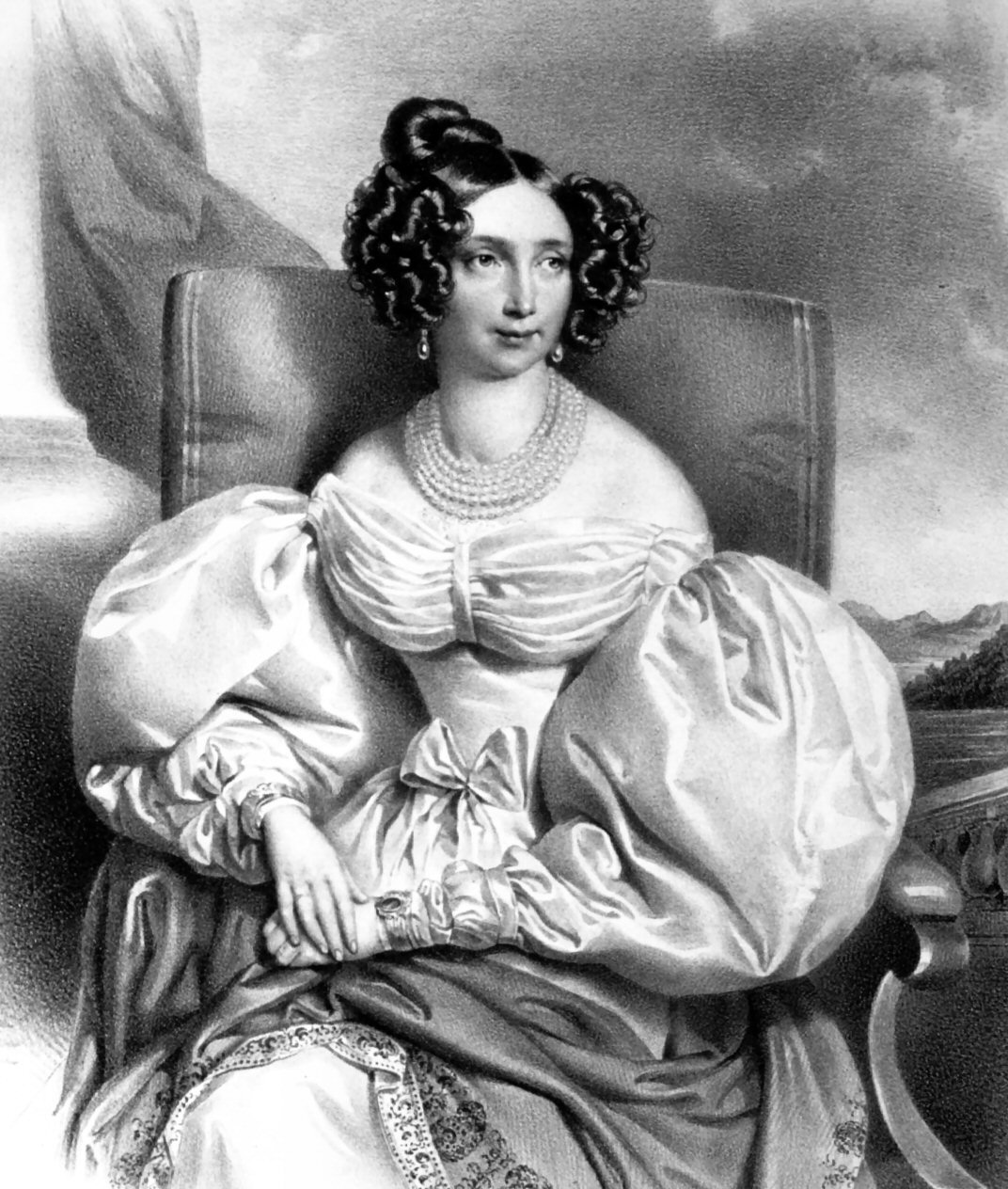
Принцесса Софи Баварская. 1836. Литография по рисунку Й. Крихубера
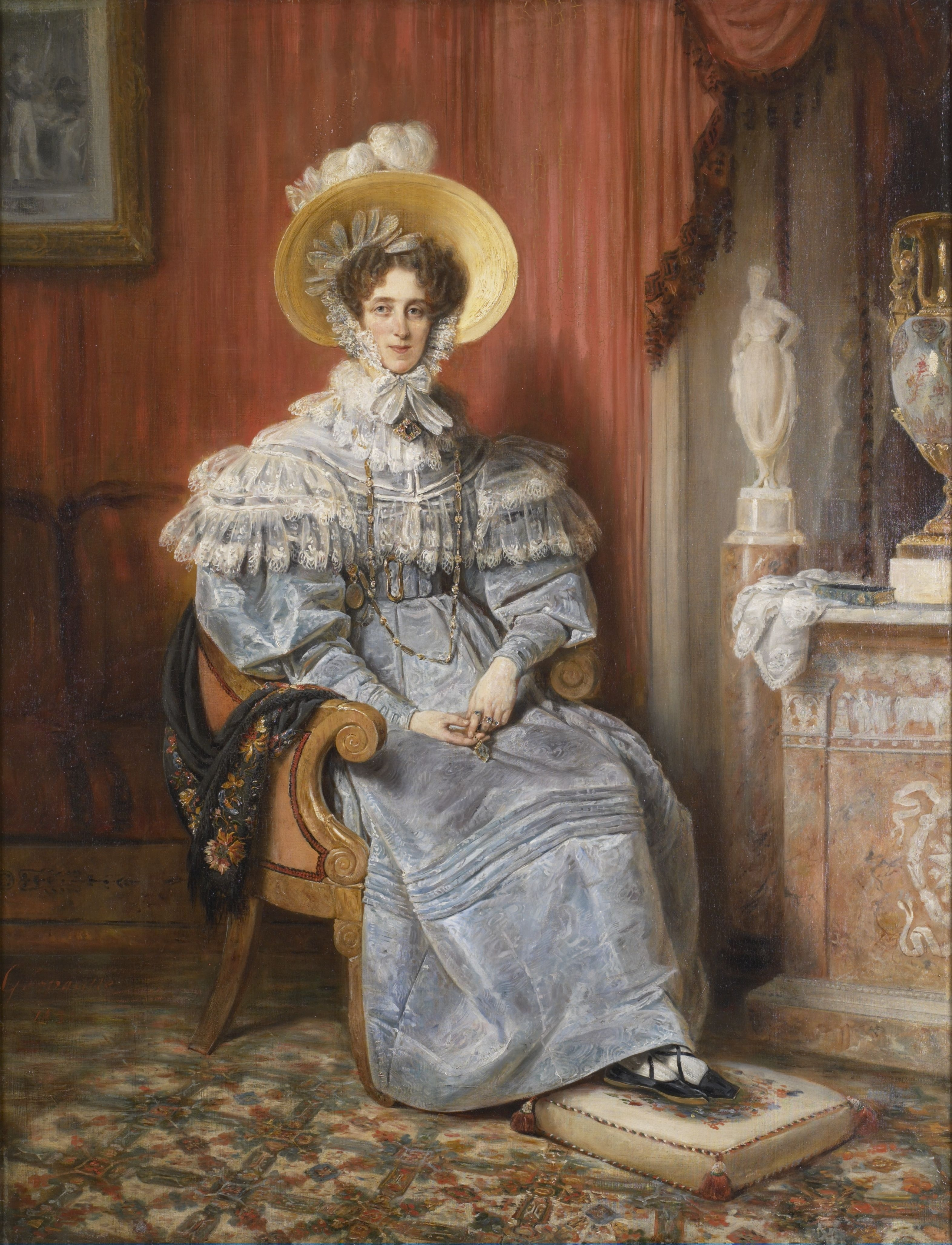
Ф. Г. Леполь. Портрет Марии Елизаветы Баварской. 1832. Холст, масло. Государственная художественная коллекция, веоикобритания
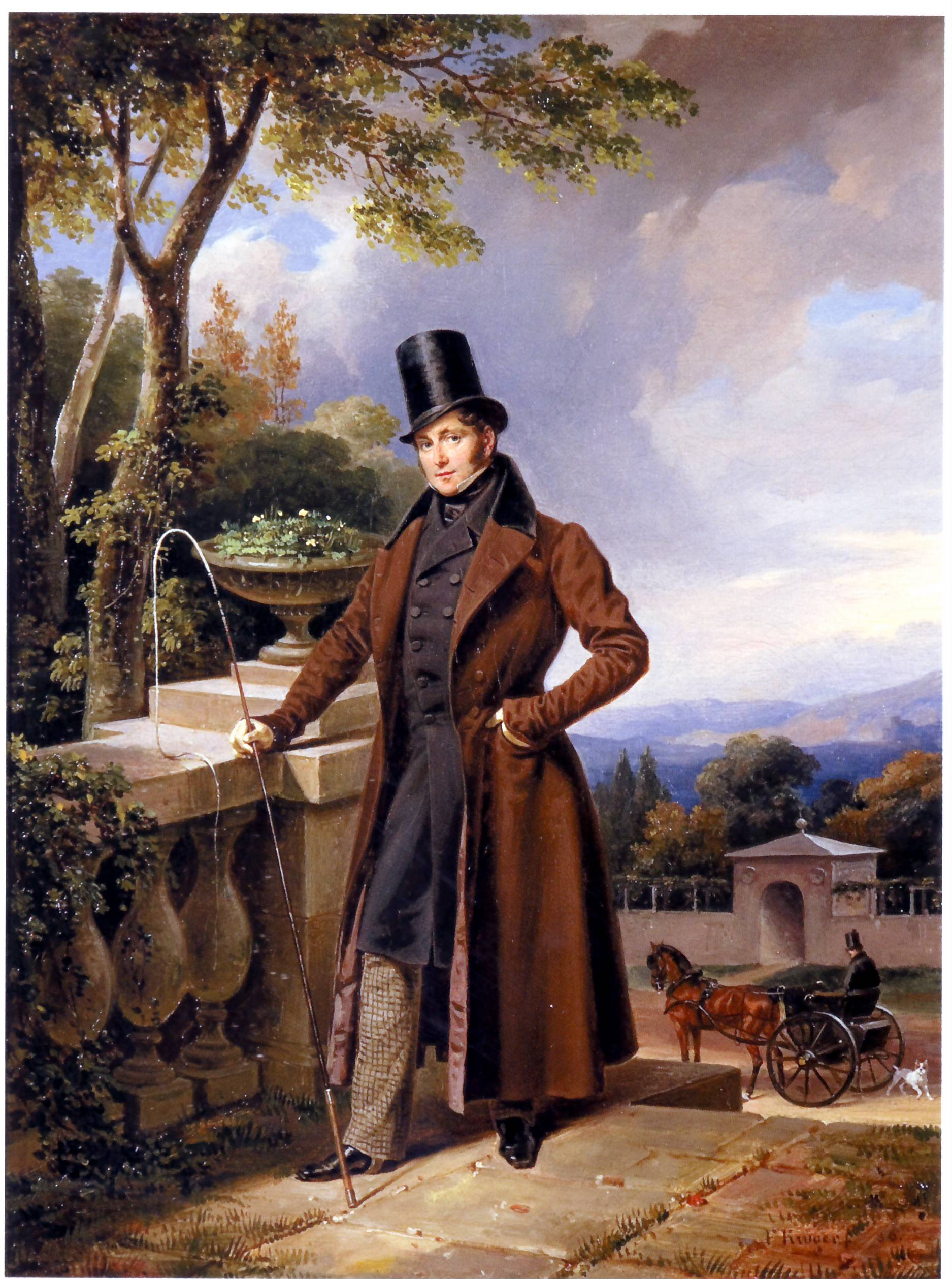
Ф. Крюгер. Портрет князя Л. П. Витгенштейна. 1836. Холст, масло. Частное собрание
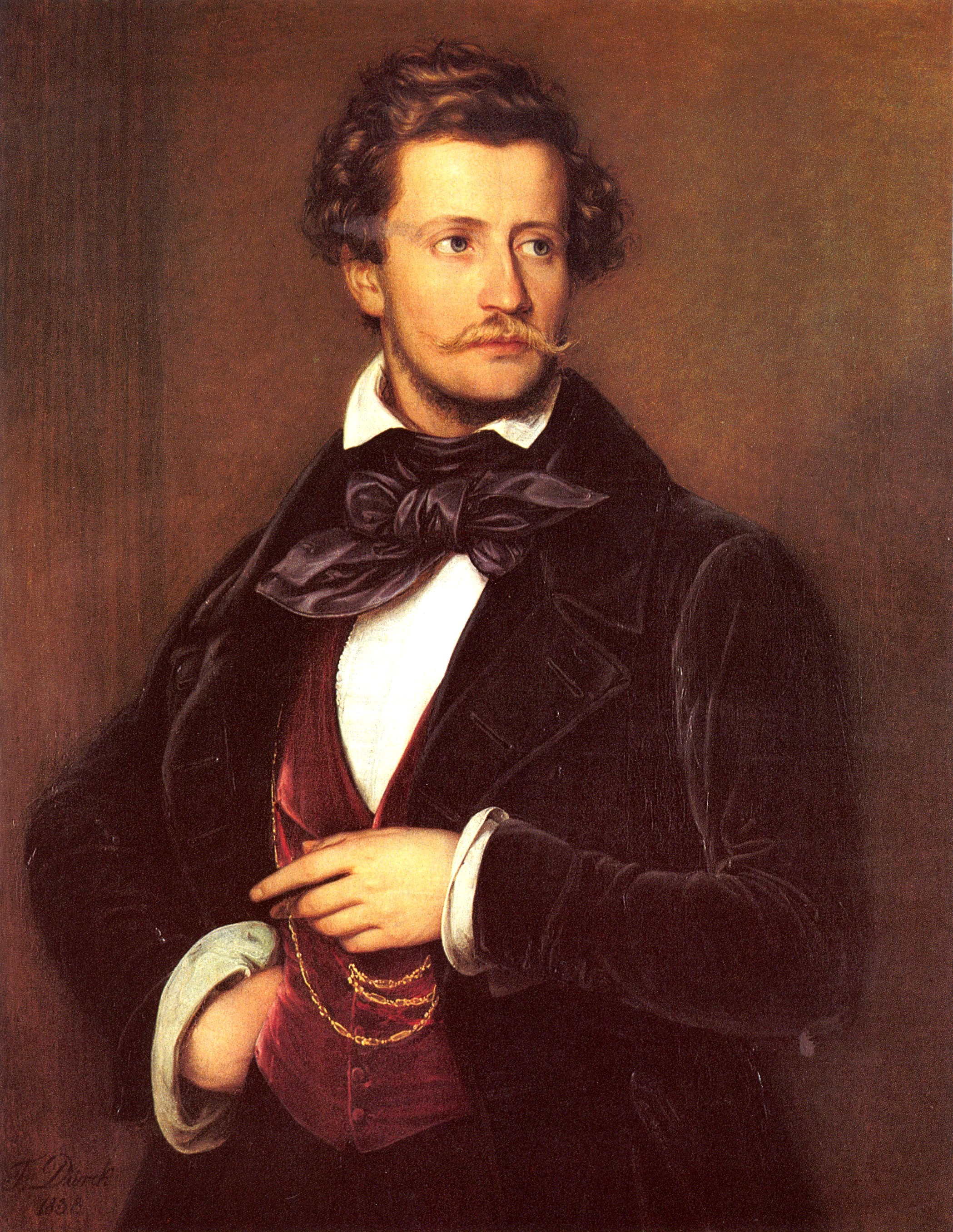
Ф. Дюрк. Ганс Ханфштенгль. 1838
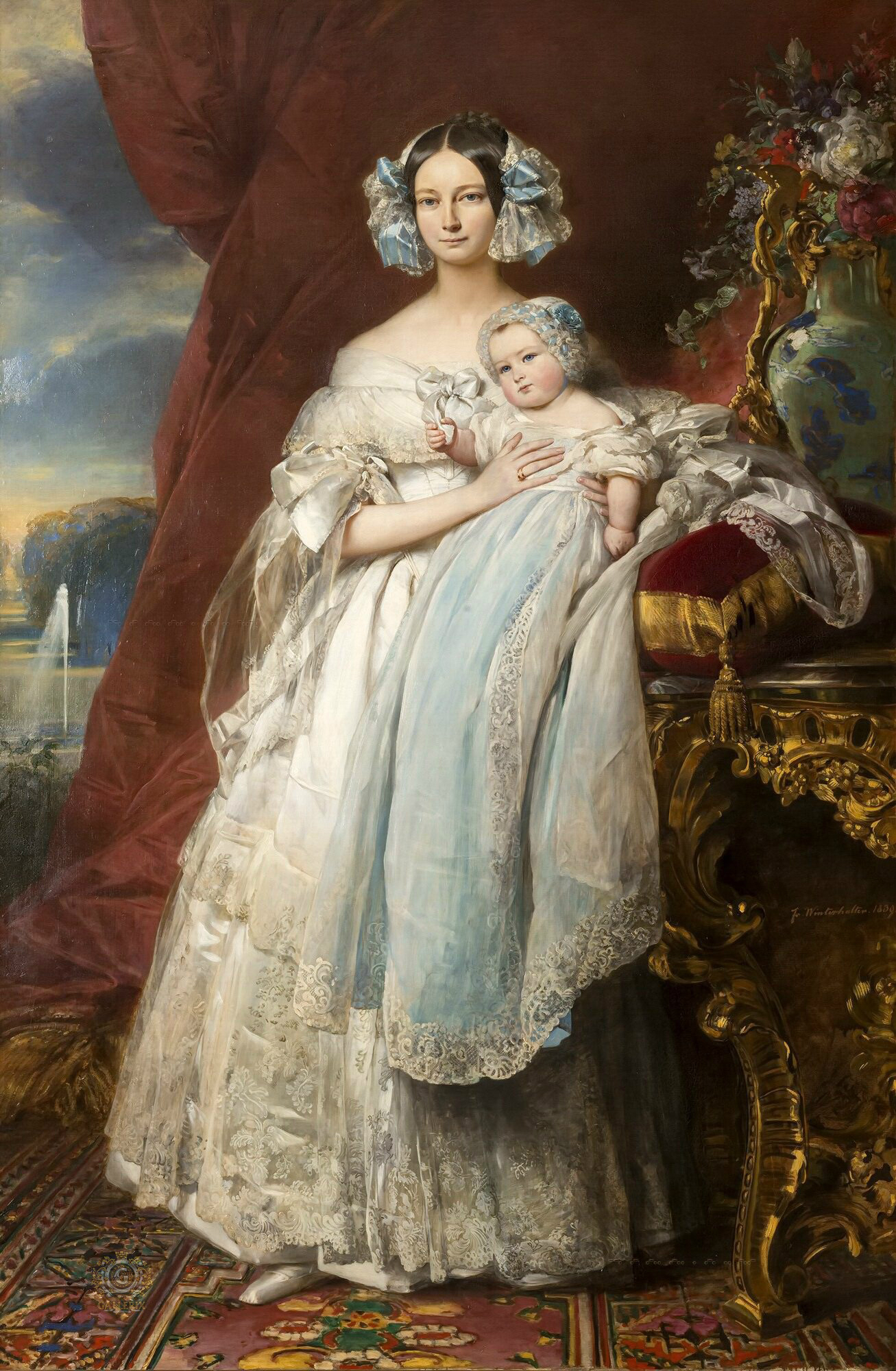
Ф. К. Винтерхальтер. Елена Мекленбург-Шверинская, герцогиня Орлеанская, и ее сын граф Парижский. 1839. Холст, масло. Версаль
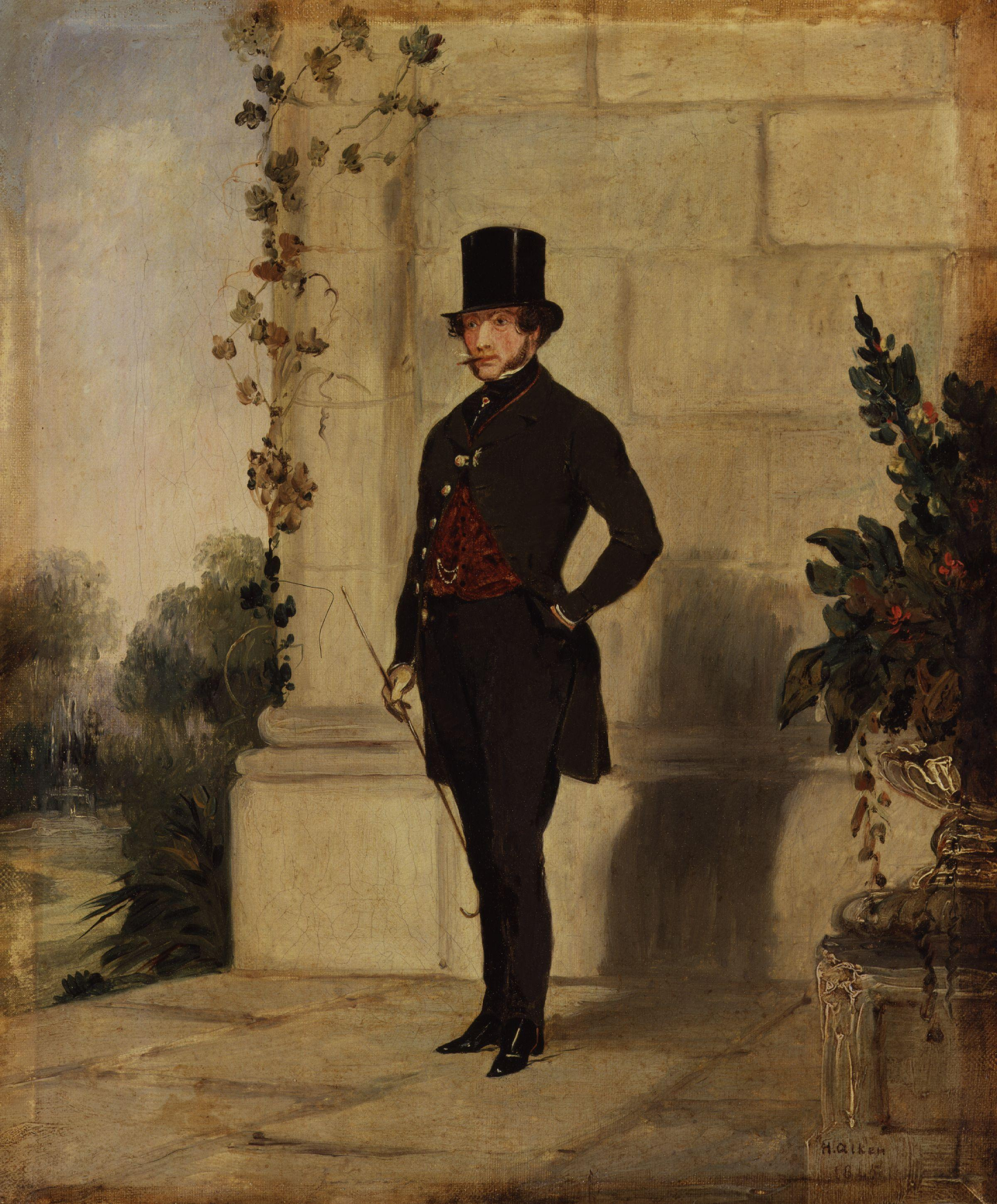
Г. Олкен. Генри Сомерсет, 7-й герцог Бофорт. 1845. Холст, масло. Национальная портретная галерея, Лондон
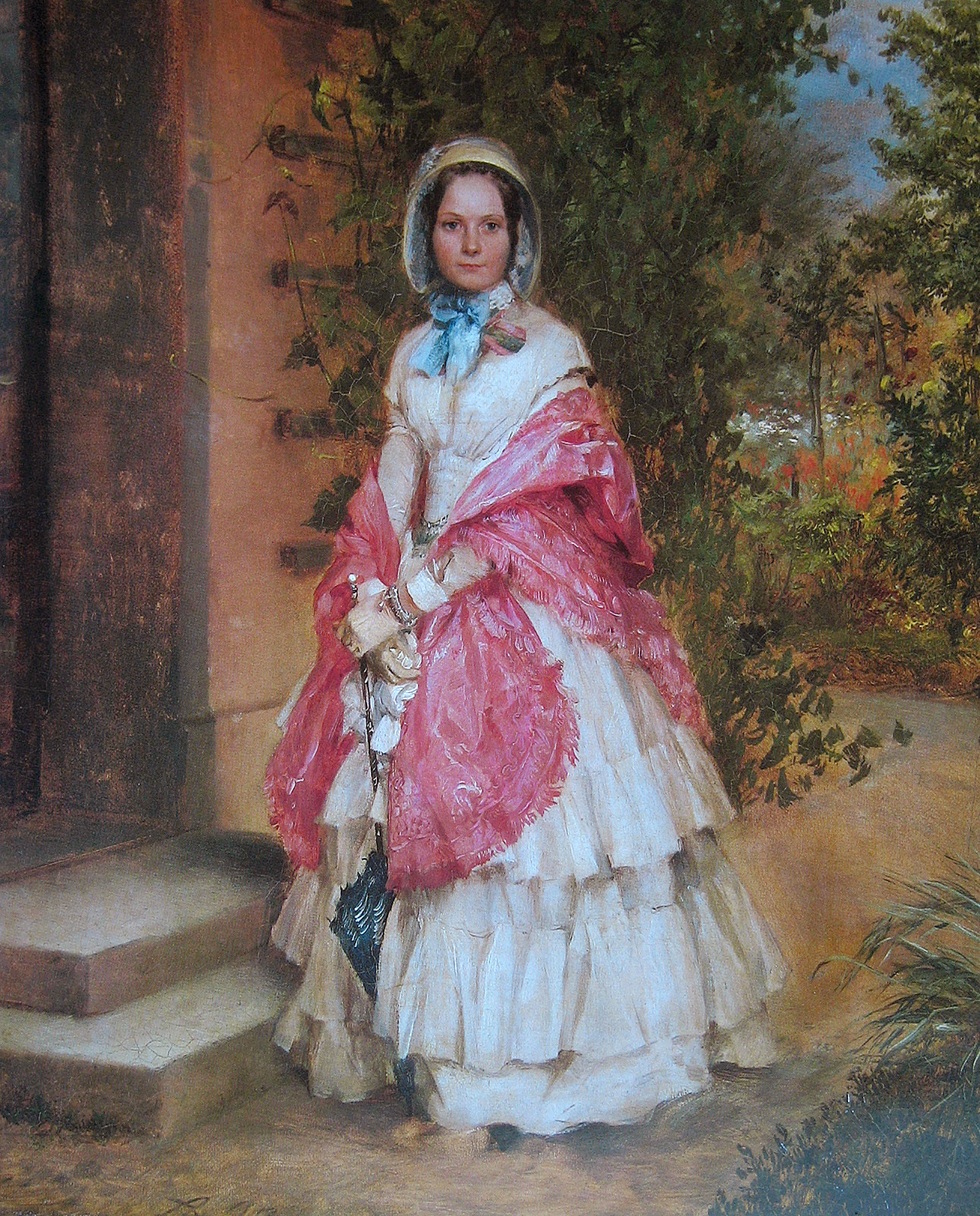
А. фон Менцель. Портрет Клары Шмидт. 1848. Холст, масло. Частное собрание